# 東海道線 (静岡地区)
本項では、東海旅客鉄道（JR東海）が管轄する東海道線（東海道本線）のうち、静岡県熱海市の熱海駅から愛知県豊橋市の豊橋駅までの区間についての詳細を記述する。

## 概要
静岡地区の東海道本線は、並行する東海道新幹線や国道1号・東名高速道路・新東名高速道路とともに県内を東西に横断する動脈として機能している。
かつては東京と名古屋・京阪神・西日本各地を結ぶ優等列車が多数経由していたが、1964年の東海道新幹線開業後は遠距離輸送が新幹線にシフトされ、東海道本線は普通列車による地域旅客輸送が中心となっている。JRの前身である日本国有鉄道（国鉄）末期の1984年2月1日のダイヤ改正以降では「するがシャトル」を中心とした普通列車の短編成化・高頻度化による都市型ダイヤ（シティ電車）が形成され、現在までその流れを受け継いだ運行形態となっている。このほかに日本貨物鉄道（JR貨物）による貨物列車が運行されている。
また、他地区の東海道本線には料金不要の快速（快速・新快速・特別快速など）が走るが、静岡地区の熱海駅 - 浜松駅間には自社車両による料金不要の快速はごく一部を除いてなく、運賃のほかに乗車整理券330円（2019年10月1日改定）を要するホームライナーなどの有料の快速のみが走る。

### 路線の特徴
熱海市から静岡県東部の函南町・三島市・沼津市・富士市、中部の静岡市・焼津市・藤枝市・島田市、西部の菊川市・掛川市・袋井市・磐田市・浜松市・湖西市などの県内の主要都市を経由し、愛知県豊橋市に至る。
静岡県東部地区では1889年の路線開業時、箱根山を迂回して現在の御殿場線の経路である御殿場市・裾野市を経由していたが、開業から45年後の1934年から、伊豆半島に連なる山地を丹那トンネルで抜ける現在のルートとなった。この丹那トンネルを含む熱海駅 - 三島駅間と、県中部地区と西部地区の境目に位置する牧之原台地を越える島田駅 - 掛川駅間は山間部を通り、蒲原駅 - 興津駅間と用宗駅付近では駿河湾沿岸を通る。それ以外の区間ではほとんど平野部であり、この平野部に前述の各都市が点在している。また富士川・安倍川・大井川・天竜川の各河川が太平洋に向かって流れており、東海道本線はこれらを鉄橋で横断している。舞阪駅 - 鷲津駅間では浜名湖湖畔近くを通る。

## 静岡地区都市型ダイヤの沿革

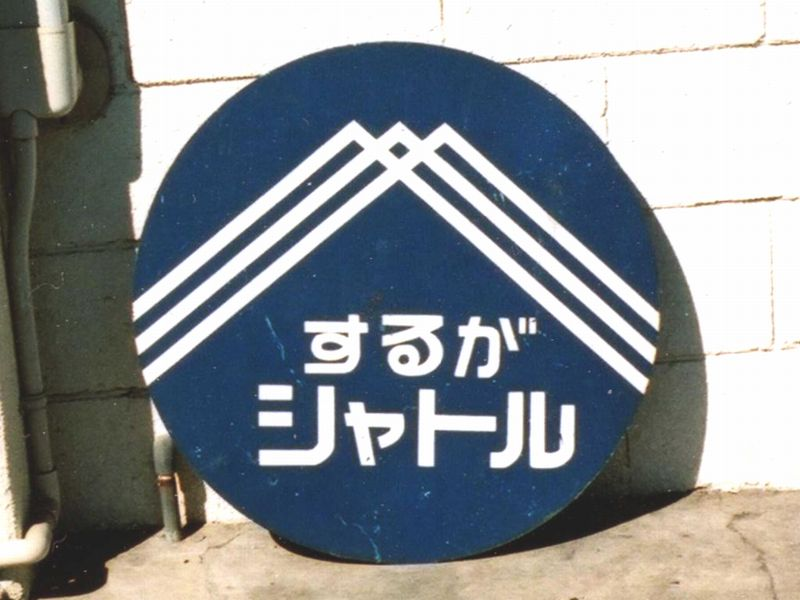
運行当初に使用されていた「するがシャトル」用ヘッドマーク

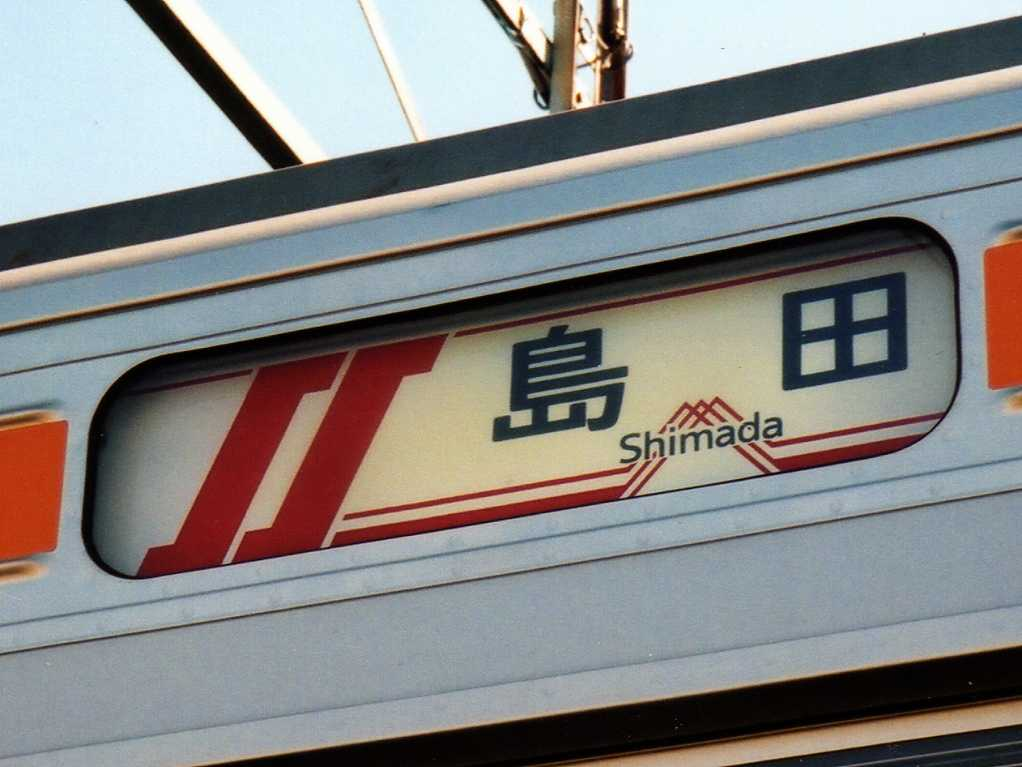
211系の「するがシャトル」用方向幕

現在の静岡地区普通列車のダイヤの基礎となったのは、1984年（昭和59年）2月1日のダイヤ改正において設定された「するがシャトル」である。これに先立つ1982年（昭和57年）11月15日改正で、国鉄は広島地区で従来の普通列車の編成を短くして等時間隔・高頻度のダイヤを設定した。この「ひろしまシティ電車」の成功を受け、1984年2月改正では札幌・岡山・北九州・福岡の各都市圏と合わせて静岡都市圏においても高頻度ダイヤが設定され、このときに「するがシャトル」の運行が開始された。フリークエントサービスのアピールのため、“シャトル”の名が使われた。富士山をモチーフにしたシンボルマークが制定され、ヘッドマークやサボ（行先標）などに標記された。このダイヤ改正の結果、静岡都市圏での近距離普通乗車券の発売実績（1984年2・3・4月）は前年と比較して7.6%の増加となった。
国鉄最終年度の1986年（昭和61年）11月1日にはさらに増発が行われ、興津駅 - 島田駅間では現在まで続く10分ヘッドダイヤが構築され、それ以外の区間でも20分間隔となった。また国鉄末期からJR東海発足直後にかけて新駅の設置も相次いだ。「するがシャトル」の愛称は1990年代以降使用されなくなったが、1991年（平成3年）3月16日には三島・沼津都市圏と浜松都市圏でも1時間あたり4本が基本となり、2007年3月17日までこの体制が続いた。また国鉄末期から日本各地の都市圏で相次いで登場した、朝夜のホームライナー（通勤ライナー）も1991年3月16日に静岡地区に登場し、増発が行われてきた。
2007年（平成19年）3月18日には約20年ぶりとなる白紙ダイヤ改正が行われた。この改正では静岡都市圏以外に三島・沼津都市圏および浜松都市圏での区間列車が増加し、一方で熱海駅・三島駅 - 浜松駅・豊橋駅間などの長距離運用の列車が削減され、富士駅 - 興津駅間および島田駅 - 掛川駅間は減便となった。以降はこの改正ダイヤを継承しつつ、三島・沼津地区での御殿場線直通列車の増便などが行われて現行ダイヤに至っている。
2024年3月16日ダイヤ改正までは、以下のような運行パターンであった。基本的には1時間に3 - 6本程度の運行である。熱海駅・三島駅 - 島田駅間の列車（下図B）と興津駅 - 浜松駅間の列車 (C) がそれぞれ1時間に3本（約20分間隔）運行されており、静岡市とその近郊の興津駅 - 静岡駅 - 島田駅間ではBとCが交互に運行される形で1時間に6本（約10分間隔）のダイヤとなっている。富士・沼津・熱海地区では熱海駅・三島駅 - 沼津駅間の区間列車 (A) が1時間に1 - 3本、Aを富士駅まで延長した形の区間列車 (A') が2時間に1 - 2本ほど運行されており、三島駅 - 沼津駅の1駅間ではA・A'・Bを合わせて1時間に5本となっている。浜松・掛川地区では掛川駅 - 豊橋駅間の列車 (D) が1時間に1本設定されており、これとCをあわせて掛川駅 - 浜松駅間では1時間に4本でとなっている。浜松駅 - 豊橋駅間ではこの区間のみの列車 (E) とDを合わせて1時間に3本（約20分間隔）となっている。
以下に日中の列車の主な運行パターンを図で示す。
| 区間＼駅名 | 区間＼駅名                                | 熱海 | …    | 三   | 島      | 沼      | 津              | …               | 富              | 士              | …               | 興              | 津              | …               | 静              | 岡     | …      | 島     | 田       | …        | 掛       | 川       | …        | 浜       | 松     | …      | 豊橋   |
| --- | ----------------------------------------- | ---- | ---- | ---- | ------- | ------- | --------------- | --------------- | --------------- | --------------- | --------------- | --------------- | --------------- | --------------- | --------------- | ------ | ------ | ------ | -------- | -------- | -------- | -------- | -------- | -------- | ------ | ------ | ------ |
| 運行本数 （1時間当たり） | 運行本数 （1時間当たり）                  | 3    | 3    | 3    | 5       | 5       | 3-4             | 3-4             | 3-4             | 3               | 3               | 3               | 6               | 6               | 6               | 6      | 6      | 6      | 3        | 3        | 3        | 4        | 4        | 4        | 3      | 3      | 3      |
| A | 熱海駅・三島駅 - 沼津駅間                 | ＜―― | ＜―― | ＜―― | ＜＞    | ＜＞    |                 |                 |                 |                 |                 |                 |                 |                 |                 |        |        |        |          |          |          |          |          |          |        |        |        |
| A' | 熱海駅・三島駅 - 富士駅間                 | ＜―― | ＜―― | ＜―― | ＜―――＞ | ＜―――＞ | ＜―――＞         | ＜―――＞         | ＜―――＞         |                 |                 |                 |                 |                 |                 |        |        |        |          |          |          |          |          |          |        |        |        |
| B | 熱海駅・三島駅・沼津駅 - 静岡駅・島田駅間 | ＜―― | ＜―― | ＜―― | ＜―     | ＜―     | ＜―――――――――――＞ | ＜―――――――――――＞ | ＜―――――――――――＞ | ＜―――――――――――＞ | ＜―――――――――――＞ | ＜―――――――――――＞ | ＜―――――――――――＞ | ＜―――――――――――＞ | ＜―――――――――――＞ | ―――＞  | ―――＞  | ―――＞  |          |          |          |          |          |          |        |        |        |
| C | 興津駅・静岡駅 - 島田駅・浜松駅間         |      |      |      |         |         |                 |                 |                 |                 |                 |                 | ＜―――           | ＜―――           | ＜―――           | ＜――＞ | ＜――＞ | ＜――＞ | ――――――＞ | ――――――＞ | ――――――＞ | ――――――＞ | ――――――＞ | ――――――＞ |        |        |        |
| D | 掛川駅 - 浜松駅間                         |      |      |      |         |         |                 |                 |                 |                 |                 |                 |                 |                 |                 |        |        |        |          |          |          | ＜――＞   | ＜――＞   | ＜――＞   |        |        |        |
| E | 浜松駅 - 豊橋駅間                         |      |      |      |         |         |                 |                 |                 |                 |                 |                 |                 |                 |                 |        |        |        |          |          |          |          |          |          | ＜――＞ | ＜――＞ | ＜――＞ |
| - Bは静岡駅、Dは浜松駅で乗り換えを要する場合あり - Cは、下り興津発は島田または浜松行き、上り浜松発は静岡または興津行き、稀に興津駅 - 静岡駅間、静岡駅 - 島田駅間の列車あり。 - Dは下りのみ豊橋駅まで直通する列車あり - D・Eは一部、名古屋方面との直通列車あり |                                           |      |      |      |         |         |                 |                 |                 |                 |                 |                 |                 |                 |                 |        |        |        |          |          |          |          |          |          |        |        |        |

2024年（令和6年）3月16日のダイヤ改正では、これまでの日中の運行形態を見直すことになった。これまで日中に運行されてきた熱海駅・三島駅・沼津駅 - 静岡駅・島田駅間、興津駅・静岡駅 - 島田駅・浜松駅間、熱海駅 - 沼津駅間の列車を、熱海駅 - 浜松駅間と興津駅 - 島田駅間の2パターンに再編し、それぞれ毎時3本ずつ運行する。三島駅 - 沼津駅間、掛川駅 - 浜松駅間、浜松駅 - 豊橋駅間の区間列車は維持し、これまでの各駅間運行本数を維持する。

### 国鉄時代
- 1950年（昭和25年）
  - 3月1日 ： 東京駅 - 沼津駅間で80系“湘南電車”の運用を開始[8][9]。
  - 7月 ： “湘南電車”の運転区間が静岡駅まで延伸される[10]。
- 1951年（昭和26年）2月15日 ： “湘南電車”の運転区間が浜松駅まで延伸される
- 1960年代の普通列車は1時間あたり1本ほどの運行であった[11]。
- 1964年9月の時点では、東京駅 - 沼津駅/静岡駅/浜松駅/豊橋駅/名古屋駅間や、沼津駅 - 豊橋駅/岡崎駅/米原駅間、静岡駅 - 米原駅間、浜松駅 - 大垣駅/京都駅間などを運行する長距普通列車が毎時1〜2本程度、東京発着の優等列車が毎時3本程度運行されていた[12]。
- 1972年（昭和47年）3月15日 ：日中に快速が設定され、普通と合わせて1時間あたり2本ほどの運行となる[13]。また、東京駅発着の昼行普通列車は最遠で浜松駅までの運転となる[14]。
- 1978年（昭和53年）10月2日 ： 快速が廃止され、熱海駅 - 浜松駅間では普通1時間あたり2本（30分間隔）となる。浜松駅 - 豊橋駅間は普通が1時間あたり1本の運行[15]。
- 1984年（昭和59年）2月1日 ： 日中に「するがシャトル」の運行を開始。興津駅 - 島田駅間を対象に、従来からの中距離電車を含めて1時間あたり4本（15分間隔）で運行。使用車両は静岡運転所（現在の静岡車両区）の111・113系電車で、原則として4両編成。このほか浜松駅 - 豊橋駅間は日中1時間あたり2本（30分間隔）に増発される[16][3]。
- 1985年（昭和60年）3月14日 ： 三島駅 - 沼津駅・富士駅間に「α列車[注 2]」として区間列車が1時間あたり1本ほど設定される[17]。
- 1986年（昭和61年）11月1日 ： 国鉄最後のダイヤ改正。興津駅 - 島田駅間では1時間あたり6本（10分間隔）に増発。島田駅 - 興津駅折り返し列車専用車両として、飯田線で運用されていた119系2両編成8本を豊橋電車区（現在の豊橋運輸区）から転用して専用塗装に変更し、冷房改造も実施。所要本数が揃う1987年3月末までは廃車直前の111系も使用された。三島駅 - 興津駅間と島田駅 - 浜松駅間・浜松駅 - 豊橋駅間は1時間あたり3本（20分間隔）となり、名古屋地区の快速が1時間あたり1本浜松駅発着で運行されるようになる[4]。

### 分割民営化後
- 1987年（昭和62年）4月1日 ： 国鉄分割民営化により静岡地区の東海道線は東海旅客鉄道（JR東海）による経営となる。
- 1988年（昭和63年）3月13日 ： 「するがシャトル」運行区間を富士駅 - 島田駅間に拡大し、この区間は日中1時間あたり6本となる[18]。この改正で神領電車区（現在の神領車両区）から転属した115系電車や、身延線や御殿場線で使用していた115系も一部運用に加わる。JR東日本東海道線東京口からの直通列車（夜行列車を除く）の浜松駅乗り入れが廃止され、下り3本・上り2本のうち上り1本が島田駅発に、ほかはすべて静岡駅発着に短縮[19]。これにより、東京駅 - 静岡地区間直通の昼行普通列車の運行区間が最長で島田駅までとなる。上り富士駅 - 東京駅間の普通列車が静岡駅始発に延長され、静岡駅の上り始発が20分繰り上げ。また、静岡地区から名古屋地区（岐阜・大垣方面）への直通列車も減少。
- 1989年（平成元年）
  - 3月11日 ： 119系電車は車両性能が高速運転に向かないことから使用を打ち切り、飯田線での運用に戻される。代わって新製の211系電車が投入されるが、落成までは廃車予定の115系が使用された。211系は3両編成で、編成記号はするがシャトルを示す「SS」である。
  - 7月 ： 静岡駅 - 浜松駅間に311系電車による週末深夜の座席定員制列車「花の木金号」を設定[20]。
- 1990年（平成2年）3月10日 ： これまで日中は富士駅 - 島田駅間の折り返し列車と沼津方面 - 浜松駅間の列車が10分毎交互に運行されてきたが、この日の改正からは運用形態が変更され、富士駅 - 浜松駅間で運行される列車が増加。このため一部の「するがシャトル」の始発・終着駅が浜松駅に変更され、島田駅 - 浜松駅間が1時間あたり4本の運行となる[21]。
- 1991年（平成3年）3月16日 ： 富士駅 - 島田駅間の列車の一部が沼津駅・三島駅発着に延長される。このため一部の「するがシャトル」の始発・終着駅が沼津駅・三島駅に変更され、三島駅 - 富士駅間も1時間あたり4本の体制となる。また特急「あさぎり」に接続する沼津駅 - 富士駅間無停車の身延線直通列車を新設。通勤時間帯には静岡地区初のホームライナーが新設され、車両は「あさぎり」用371系を使用[22][5]。211系使用列車の一部で最高速度110km/h運転を開始、スピードアップが行われる。
- 1992年（平成4年）3月14日 ： この改正から休日ダイヤを導入。東京駅から静岡駅までの直通列車1往復が沼津駅までに短縮。
- 1993年（平成5年）3月18日 ： 土曜・休日ダイヤを導入。静岡駅以西で平日ラッシュ時に通勤快速を1日1往復設定[23][24]。
- 1995年（平成7年）
  - 10月1日 ： 身延線急行の特急化（「富士川」→「ふじかわ」）に伴うダイヤ改正により、沼津駅 - 富士駅間無停車の身延線直通列車が1往復減便[25]。
  - 10月10日：新所原駅 - 米原駅間がCTC化[26]。
- 1996年（平成8年）3月16日 ： 東京駅 - 静岡駅間で運行されていた急行「東海」に代わり、特急「東海」が運行開始。ホームライナーに特急「ふじかわ」「東海」用の373系が投入され、上り・下り各2本ずつが新たに設定される。沼津駅 - 富士駅間無停車の身延線直通列車の一部が各駅停車となる。沼津駅 - 静岡駅間の金曜深夜の普通列車が座席定員制の「花金号」となる[20][27]。
- 1997年（平成9年）3月22日 ： 「花の木金号」・「花金号」がそれぞれ「ホームライナー浜松」・「ホームライナー静岡」に変更[28]。
- 1998年（平成10年）3月14日 ： 身延線直通列車がすべて各駅停車化される[29]。東京駅から静岡駅までの直通列車1往復が沼津駅までに短縮。
- 1999年（平成11年）
  - この年 ： 御殿場線・身延線への313系投入に伴い、両路線で使用されていた115系の一部編成が東海道本線列車で運用されるようになる。
  - 12月6日：函南駅 - 新所原駅間がCTC化およびPRC化[30]。
- 2004年（平成16年）10月16日 ： JR東日本直通列車が大幅縮小。従来1時間に1本ほど沼津駅まで運行されていた日中の直通列車が廃止。朝・夜時間帯に残った列車も、373系による1往復が静岡駅までであるほかは沼津駅までに短縮[31]。東京駅 - 静岡地区間直通の昼行普通列車の最長運行区間が静岡駅までとなる。
- 2007年（平成19年）3月18日 ： 静岡地区の白紙ダイヤ改正[32]。三島・沼津都市圏・浜松都市圏での区間列車を増発[32]。新たに富士駅で沼津方面へ、掛川駅で浜松方面へ折り返す列車を設定。富士駅 - 興津駅間および島田駅 - 掛川駅間では減便。この改正までに313系103両が新製配置され、113系・115系の運用が前日で終了[32]。一部を除き211系・313系による運行となり、最高速度が110km/hに統一。また、ホームライナーを1往復増発。特急「東海」と通勤快速は廃止[6]。
- 2009年（平成21年）3月 ： 三島・沼津地区において、東海道新幹線接続のための御殿場線 - 三島駅間の直通列車が上下合わせて16本に増発。三島発のホームライナーを沼津発に見直し[33]。また、ムーンライトながらの定期運行終了により、東京駅 - 静岡地区間直通の定期運行の非優等列車の運行区間も最長で静岡駅までとなる。
- 2011年（平成23年）3月14日-6月5日 ： 同年3月11日の東日本大震災による電力不足の影響で東京電力エリアにおいて計画停電が行われることとなったため、該当エリア（富士駅以東）を中心に列車の運休や間引き運転、区間内折返し運転が行われる。6月6日より通常ダイヤに戻る[34]。
- 2012年（平成24年）3月17日 ： 最後まで残っていた東京駅 - 静岡駅間直通の普通列車が廃止[35]。東京駅 - 静岡地区間直通の非優等列車の定期運行区間も最長で沼津駅までとなる。
- 2013年（平成25年）3月16日 ： 夜間の「ホームライナー沼津」を時刻変更し身延線・御殿場線との接続を改善。三島駅 - 御殿場線間直通列車を日中に1往復増発[36]。
- 2014年（平成26年）3月15日 ： 夜間の「ホームライナー沼津」を1本増発[37]。
- 2015年（平成27年）3月14日 ： 夜間の「ホームライナー沼津」をさらに1往復増発[38]。またJR東日本上野東京ライン運行開始[39]に伴う運用変更で、東京方面との直通列車が1往復減便[40]。
- 2017年（平成29年）
  - 3月4日 ： 夜間の「ホームライナー沼津6号」「ホームライナー静岡3号」の土曜・休日運転取りやめ。前日まで金曜日に運転していた「ホームライナー静岡21号」に代わり、ほぼ同一時刻で一般車による快速列車を金・土曜日のみに運転開始（詳細は「運用形態」の節で後述）
  - 11月8日 ： 運行管理システム更新[41]（22日から駅の案内表示を順次充実[41]）。
- 2018年（平成30年）3月17日 ： 駅ナンバリング及びラインカラーを導入。当路線の路線コードは「CA」、ラインカラーはオレンジ。ただし「CA30」は導入時点では欠番で、袋井駅 - 磐田駅間の御厨駅（2020年3月14日開業）に割り当てられた[42]。
- 2020年（令和2年）3月29日 ： ムーンライトながらの臨時運行終了により、東京駅 - 静岡地区間直通の全ての非優等列車の運行区間が最長で沼津駅までとなる。
- 2022年（令和4年）3月12日 ： 土休日運転のホームライナーを全便廃止。
- 2024年（令和6年）3月16日 ： 日中の運行形態を見直し。これまで日中に運行されてきた各主要駅間発着の列車を熱海駅 - 浜松駅間と興津駅 - 島田駅間の2パターンに再編し、それぞれ1時間に3本ずつ運行する[7]。また、沼津駅を発着するJR東日本管内との直通普通列車のうち、2往復が減便（熱海駅発着に変更）、1往復が国府津駅 - 沼津駅間の運行へ変更し5両編成へ短縮する（同時に、東京駅方面 - 国府津駅間運行の列車との接続も図る）[7]。これにより、東京駅 - 沼津駅間直通列車としては3往復減便となり、また夕方・夜の時間帯の沼津駅発の直通列車は、東京駅直通が全廃となり、国府津行き1本のみとなる。
- 2025年（令和7年）3月15日：豊橋駅の改良工事に伴い運行形態を見直し。静岡地区 - 名古屋方面間を直通する列車が11本から3本へ減少し普通列車に関しては全列車が豊橋駅での乗換が必要になる。また早朝の静岡発岐阜行き、菊川発岐阜行きは豊橋行きに変更され同時に車両も静岡車両区所属車になり静岡駅 - 掛川駅の大垣車両区の車両乗り入れが消滅。

## 運行形態
本節では、2024年3月16日ダイヤ改正時点の運行形態の詳細を示す。
静岡地区の列車は各駅に停車する普通列車が中心であり、東海道本線の他地区に見られるような快速列車は一部を除いて設定されていない。浜松駅 - 豊橋駅間では名古屋地区からの快速列車の直通があるが、同区間では全種別とも各駅に停車する。このほか一部区間では他線に直通する特急列車、朝晩のラッシュ時にはホームライナー、夜間には寝台特急列車の運行がある。

### 優等列車
2024年3月の改正時点で静岡地区で運行されている優等列車は、昼行では、富士駅から身延線に直通する特急「ふじかわ」が富士駅 - 静岡駅間で7往復、東京方面から三島駅経由で伊豆箱根鉄道駿豆線に直通する特急「踊り子」が平日2往復・土休日3往復設定されている。かつては東京駅 - 静岡駅間の「東海」（1996年3月15日までは急行、翌16日以降は特急）が運行されていたが、2007年3月18日の改正で廃止された。
夜行列車は2009年3月13日（始発駅基準）をもってブルートレインが全廃され、定期列車は1998年7月10日から運行されている寝台列車の「サンライズ瀬戸・出雲」1往復を残すのみとなっている。快速「ムーンライトながら」も臨時列車化されて運行していたが、2020年3月29日の大垣発を最後に運行がなくなり、2021年1月22日に運行終了が発表された。

### ホームライナー
ホームライナーは、乗車整理券を別途要する列車であり、特急形車両の間合い運用として沼津駅 - 静岡駅 - 浜松駅間で主に朝・夕の時間帯に設定されている。1991年3月16日のダイヤ改正にて特急「あさぎり」用の371系で運行が開始され、後に1996年3月改正からは特急「ふじかわ」用の373系も運用に加わった。2012年3月改正以降は373系のみが使用されている。
いずれも一部の駅（主に市・区の代表駅）以外は通過し速達運転を行っている。現在の停車駅は沼津駅・富士駅・清水駅・静岡駅・藤枝駅・島田駅・菊川駅・掛川駅・袋井駅・磐田駅・浜松駅となっている。かつては吉原駅・蒲原駅に停車する列車や、深夜には各駅に停車する列車も存在した。
列車名は朝・夜の列車とも行先の駅名をとって「ホームライナー沼津」・「ホームライナー静岡」・「ホームライナー浜松」となっている。静岡駅・浜松駅で東海道新幹線との接続が取られている列車も存在する。夜間の下り方面の列車は1時間間隔で運行されている。
運用上の関係で「ホームライナー沼津2号」は沼津駅で普通列車熱海行きになるため、沼津駅 - 熱海駅間は乗車整理券が不要になる。また、「ホームライナー浜松3号」も、2022年3月のダイヤ改正まで浜松駅で普通列車豊橋行きとなって運行していた。
かつて運用されていた371系は1編成のみの在籍のため、同編成が定期検査の際は、普通列車用の車両で快速列車として運用され、この場合は乗車整理券不要となった。

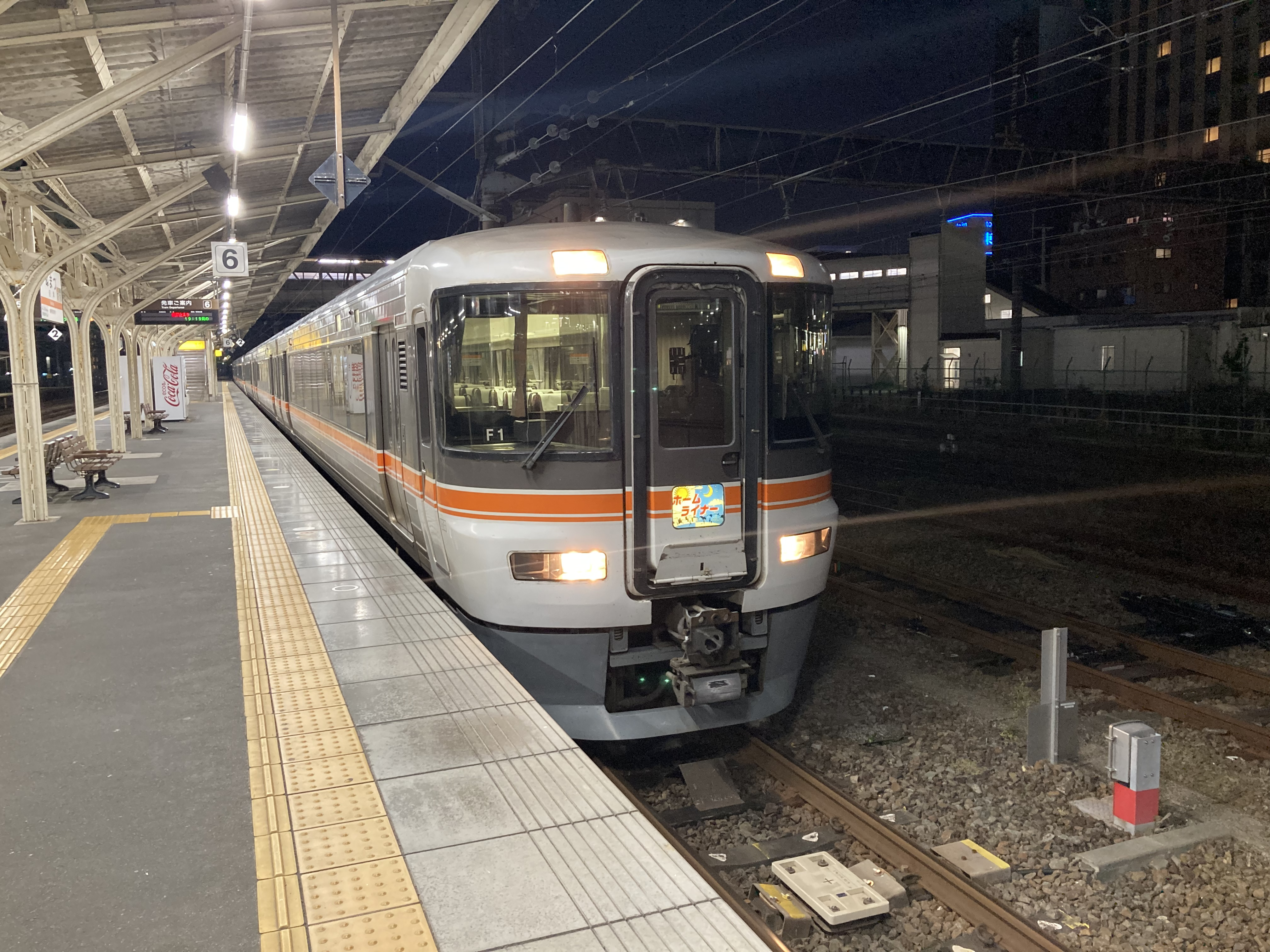
373系によるホームライナー

2022年3月改正時点の設定列車には以下のものがある。なお、土休日は全列車運休となる。
- 下り
  - ホームライナー静岡（沼津発静岡行き） - 1号（朝）・3号（夜）
  - ホームライナー浜松（沼津発浜松行き） - 3号（夜）・5号（夜）
  - ホームライナー浜松（静岡発浜松行き） - 1号（夜）・7号（夜）
- 上り
  - ホームライナー沼津（静岡発沼津行き） - 2号（朝・沼津から普通熱海行）・4号（夜）・6号（夜）・8号（夜）・10号（夜）
  - ホームライナー静岡（浜松発静岡行き） - 2号（朝）・4号（朝）・6号（夜）・8号（夜）

「ホームライナー浜松」は2009年3月13日まで三島発の列車（371系使用）があったが、翌14日以降は沼津発に変更された。
2022年3月12日のダイヤ改正まで土休日に「ホームライナー静岡31号（朝）」、「ホームライナー浜松3号（夜）」、「ホームライナー沼津2号（朝）・8号（夜）」、「ホームライナー静岡34号（朝）・36号（朝）」が運転されていた。

### 特別快速・新快速・区間快速
名古屋地区で設定されているこれらの種別は一部列車が浜松駅まで乗り入れるが、浜松駅 - 豊橋駅間は各駅に停車する。

### 快速

#### 定期列車
浜松駅 - 豊橋駅間で各駅に停車する、名古屋地区の快速が特別快速・新快速・区間快速と同様に設定されている。

#### 臨時列車
2017年3月3日まで運転されていた「ホームライナー静岡21号」の後継として設定された、乗車整理券不要の列車である。夜23時台の三島発沼津行きの下り定期列車を金曜日、土曜日および休前日に限り静岡行きとして延長運転する形で設定されている。このため、延長運転区間は臨時列車扱いとなり、JR東海公式サイトの時刻表には表記されていない。なお、三島駅 - 沼津駅間は普通列車として運転し、沼津駅 - 富士駅 - 静岡駅間の延長運転区間のみが快速の扱いである。途中停車駅は富士駅までの各駅と清水駅である。三島駅で東海道新幹線の下り最終列車「こだま」815号から接続している。

### 普通
2024年（令和6年）3月16日ダイヤ改正までの普通列車のダイヤは、2007年（平成19年）3月18日ダイヤ改正時のものをほぼ継承していた。2024年3月16日現在、熱海駅 - 豊橋駅間を通して運行する列車は平日に下り4本・上り1本、休日に下り3本・上り1本が設定されている。
普通列車の日中（おおむね10時台から15時台まで）のダイヤはほぼ1時間ごとにパターン化されているが、完全なパターン化がなされているわけではなく、時間帯によって運行間隔や区間が異なる場合もある。
基本的には1時間に3 - 6本程度の運行である。熱海駅 - 浜松駅間の列車（下図B）と興津駅 - 島田駅間の列車 (C) がそれぞれ1時間に3本（約20分間隔）運行されており、静岡市とその近郊の興津駅 - 静岡駅 - 島田駅間ではBとCが交互に運行される形で1時間に6本（約10分間隔）のダイヤとなっている。富士・沼津・三島地区では三島駅 - 沼津駅間の区間列車 (A) が1時間に平均2本、Aを富士駅まで延長した形の区間列車 (A') が稀に運行されており、三島駅 - 沼津駅の1駅間ではA・A'・Bを合わせて1時間に平均5本となっている。浜松・掛川地区では掛川駅 - 浜松駅間の列車 (D) が1時間に1本設定されており、これとBをあわせて掛川駅 - 浜松駅間では1時間に4本でとなっている。浜松駅 - 豊橋駅間ではこの区間のみの列車 (E) が1時間に3本（約20分間隔）となっている。
以下に日中の列車の主な運行パターンを図で示す。
| 区間＼駅名               | 区間＼駅名               | 熱海               | …                  | 三                 | 島                 | 沼                 | 津                 | …                  | 富                 | 士    | …     | 興    | 津    | …     | 静    | 岡  | …   | 島  | 田  | …   | 掛  | 川  | …   | 浜  | 松  | …   | 豊橋 |
| ------------------------ | ------------------------ | ------------------ | ------------------ | ------------------ | ------------------ | ------------------ | ------------------ | ------------------ | ------------------ | ----- | ----- | ----- | ----- | ----- | ----- | --- | --- | --- | --- | --- | --- | --- | --- | --- | --- | --- | ---- |
| 運行本数 （1時間当たり） | 運行本数 （1時間当たり） | 3                  | 3                  | 3                  | 5                  | 5                  | 3-4                | 3-4                | 3-4                | 3     | 3     | 3     | 6     | 6     | 6     | 6   | 6   | 6   | 3   | 3   | 3   | 4   | 4   | 4   | 3   | 3   | 3    |
| A                        | 三島駅 - 沼津駅間        |                    |                    |                    | 2本                | 2本                |                    |                    |                    |       |       |       |       |       |       |     |     |     |     |     |     |     |     |     |     |     |      |
| A'                       | 三島駅 - 富士駅間        |                    |                    |                    | 稀                 | 稀                 | 稀                 | 稀                 | 稀                 |       |       |       |       |       |       |     |     |     |     |     |     |     |     |     |     |     |      |
| B                        | 熱海駅 - 浜松駅間        | 3本                | 3本                | 3本                | 3本                | 3本                | 3本                | 3本                | 3本                | 3本   | 3本   | 3本   | 3本   | 3本   | 3本   | 3本 | 3本 | 3本 | 3本 | 3本 | 3本 | 3本 | 3本 | 3本 |     |     |      |
| C                        | 興津駅 - 島田駅          |                    |                    |                    |                    |                    |                    |                    |                    |       |       |       | 3本   | 3本   | 3本   | 3本 | 3本 | 3本 |     |     |     |     |     |     |     |     |      |
| D                        | 掛川駅 - 浜松駅間        |                    |                    |                    |                    |                    |                    |                    |                    |       |       |       |       |       |       |     |     |     |     |     |     | 1本 | 1本 | 1本 |     |     |      |
| E                        | 浜松駅 - 豊橋駅間        |                    |                    |                    |                    |                    |                    |                    |                    |       |       |       |       |       |       |     |     |     |     |     |     |     |     |     | 3本 | 3本 | 3本  |
| 特急ふじかわ             | 特急ふじかわ             | 身延線（甲府駅） ← | 身延線（甲府駅） ← | 身延線（甲府駅） ← | 身延線（甲府駅） ← | 身延線（甲府駅） ← | 身延線（甲府駅） ← | 身延線（甲府駅） ← | 身延線（甲府駅） ← | 0.5本 | 0.5本 | 0.5本 | 0.5本 | 0.5本 | 0.5本 |     |     |     |     |     |     |     |     |     |     |     |      |

朝および夕方以降では興津駅・島田駅発着の列車が減少し、熱海駅 - 浜松駅間など長距離の運用が多くなるが、運行本数に関しては日中よりも少なくなる区間も存在する。
三島駅 - 沼津駅間では、三島駅で東海道新幹線に接続するための御殿場線直通列車が1日上下10本（三島行き、三島発とも5本）設定されている。このほか御殿場線から静岡駅へ1日1本、富士駅から御殿場線へ1本運行される。身延線からは沼津方面へ熱海行きが1本運行されるが、東海道線から身延線への直通普通列車は存在しない。
熱海駅 - 沼津駅間には朝夕夜に東日本旅客鉄道（JR東日本）の東海道線小田原・東京方面との直通普通列車が5.5往復乗り入れており、一部列車は上野東京ラインとして東京駅から東北本線（宇都宮線）へ乗り入れるほか、夜間の沼津行きには高崎線からの直通列車も存在する。2012年3月改正以前は東京方面と沼津駅以西（富士駅・静岡駅・島田駅など）とを結ぶ普通列車も運行されていた。
また、浜松駅 - 豊橋駅間では朝夕夜を中心に名古屋方面からの直通列車があり、朝を中心に名古屋方面行きの列車も存在する。
1日1本のみ朝時間帯に静岡発岐阜行きの下り長距離列車も設定されていたが、2025年3月15日のダイヤ改正をもって廃止された。
編成は3ドア車6両が多く、一部列車は3両や4両の短い編成で運転される。JR東日本小田原・東京方面との直通列車及び一部の熱海駅 - 沼津駅間の列車はJR東日本所属の4ドア車5両または10両（4・5号車の2両はグリーン車）である。

### 臨時・増結列車
花火臨
- 毎年8月中旬に実施されるふくろい遠州の花火では、14時〜23時台に上下合わせて約35本程度の臨時列車の運転と、同時間帯の一部定期列車の増結が行われる。17時・18時台には浜松発袋井行の列車が数本設定される他、20時台以降に愛野駅・袋井駅始発の列車が多数設定される。静岡車両区所属の車両では賄い切れないため、大垣車両区所属の車両も充当される。
- 熱海海上花火開催時は上下2本ずつが8両編成に増結される。

### 過去の列車

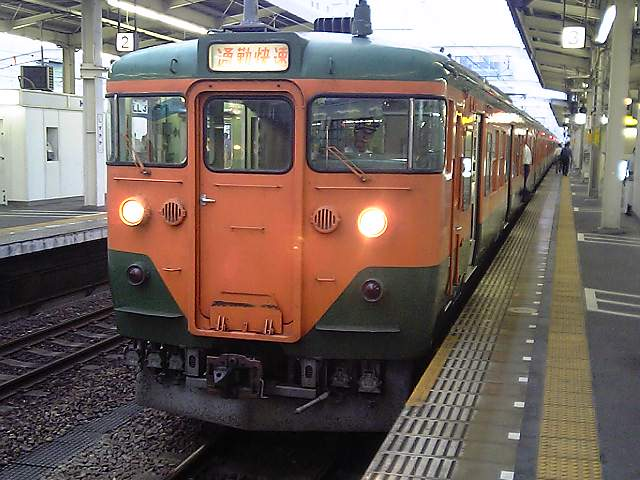
通勤快速

快速
1972年3月15日から1978年10月1日まで、日中に毎時1本運行されていた。快速運転区間は沼津駅 - 浜松駅間だが、静岡駅以東または以西どちらかのみで快速運転をする列車もあった。設定当初の沼津駅 - 浜松駅間の途中の停車駅は吉原駅・富士駅・蒲原駅・清水駅・静岡駅・焼津駅・藤枝駅・島田駅・金谷駅・掛川駅・磐田駅となっていた。後に菊川駅と袋井駅が停車駅に追加され、廃止直前の頃の停車駅は焼津駅から磐田駅まで8駅連続停車、静岡駅 - 浜松駅間の通過駅は用宗駅と天竜川駅の2駅のみであった。
大井川鉄道線直通列車
1984年2月の改正まで、金谷駅から大井川鉄道大井川本線に直通する臨時列車が休日に設定されていた。静岡駅発着の快速「奥大井」は静岡駅 - 金谷駅間で焼津駅と藤枝駅の2駅に停車、浜松駅発着の「すまた」は東海道本線内各駅停車であった。
「あさぎり」連絡身延線直通列車
1991年3月16日改正から、沼津駅で小田急小田原線直通特急「あさぎり」に接続し、富士駅から身延線に直通する普通列車が設定されていた。設定当初は沼津駅 - 富士駅間が無停車であったが、列車種別はあくまで「普通」であり、時刻表では快速とは扱われていなかった。当初3往復設定されたが後に2往復に減便され、1998年3月14日以降は通過運転がなくなり全列車が各駅停車となった。
「花の木金号」「花金号」
1989年7月改正から、毎週金曜・土曜・日曜の0時過ぎに静岡発浜松行きで、週末の羽根のばし客を対象とした普通列車「花の木金号」が311系により運行された。また1996年3月22日からは金曜深夜運行の沼津発静岡行きの普通列車が「花金号」に変更された。双方とも各駅停車だが、ホームライナーと同様に乗車整理券制を採用し、整理券は始発駅でのみ発売された。双方とも1997年3月22日の改正でホームライナーに変更され、発展的解消となった。
通勤快速
1993年3月18日改正から2007年3月17日まで、静岡駅以西で1日1往復運行されていた快速列車。朝は静岡行き、夕方は浜松行き（後に豊橋行き）の運行で、静岡駅 - 島田駅間が無停車、それ以外の区間は各駅停車であった。廃止直前は313系2000番台による運行もあり、種別カラーは名古屋地区区間快速と同じ緑だった。

## 使用車両

### 現在の車両
以下はすべて電車。特急車両も含めて全車普通車である。 ただし、JR東日本から乗り入れる普通列車用車両は一部を除きグリーン車2両を連結している。全車両にトイレ設備がある。
- JR東海・静岡車両区所属車
  - 313系300番台： 2024年に大垣車両区より転属。転換クロスシート車。2両編成。編成記号はK。
  - 313系1300番台： 2023年に神領車両区より転属。転換クロスシート[注 6]車。編成記号はL。
  - 313系2000番台： 2006年より導入。ロングシート車。2両編成はW、3両編成はNまたはTの編成記号が付されている。
  - 313系3000番台・3100番台： 御殿場線・身延線との直通列車として運用されるセミクロスシート車。静岡車両区からの送り込みとして静岡駅以東で運用。編成記号はV。
  - 313系8000番台： 中央線でセントラルライナーとして用いられた転換クロスシート車。2022年3月12日に神領車両区より転属。予備編成は無く、検査等の際は他番台の313系が代走で運用される。また神領車両区所属時代はセントラルライナーのほかホームライナーでも運用されていたが、静岡車両区転属後は、当区間の普通列車のみで運用されており、本形式は原則ホームライナーには使用されない。編成記号はS。
  - 315系3000番台： 2024年6月より投入[48]。4両編成のみ。ロングシート車。編成記号はU。2027年3月より三島 - 沼津間、2028年3月より浜松 - 豊橋間で本形式を用いたワンマン運転を開始する予定である。
  - 373系： 1995年より導入。特急「ふじかわ」と、その間合い運用としてホームライナー、および一部の普通列車で運用。
- JR東海・大垣車両区所属車
  - 313系0・300・1000・1100・1500・1600・5000・5300番台： 掛川駅以西では0・1000・1100番台、浜松駅以西では300・1500・1600・5000・5300番台などの名古屋地区用の車両が乗り入れる。

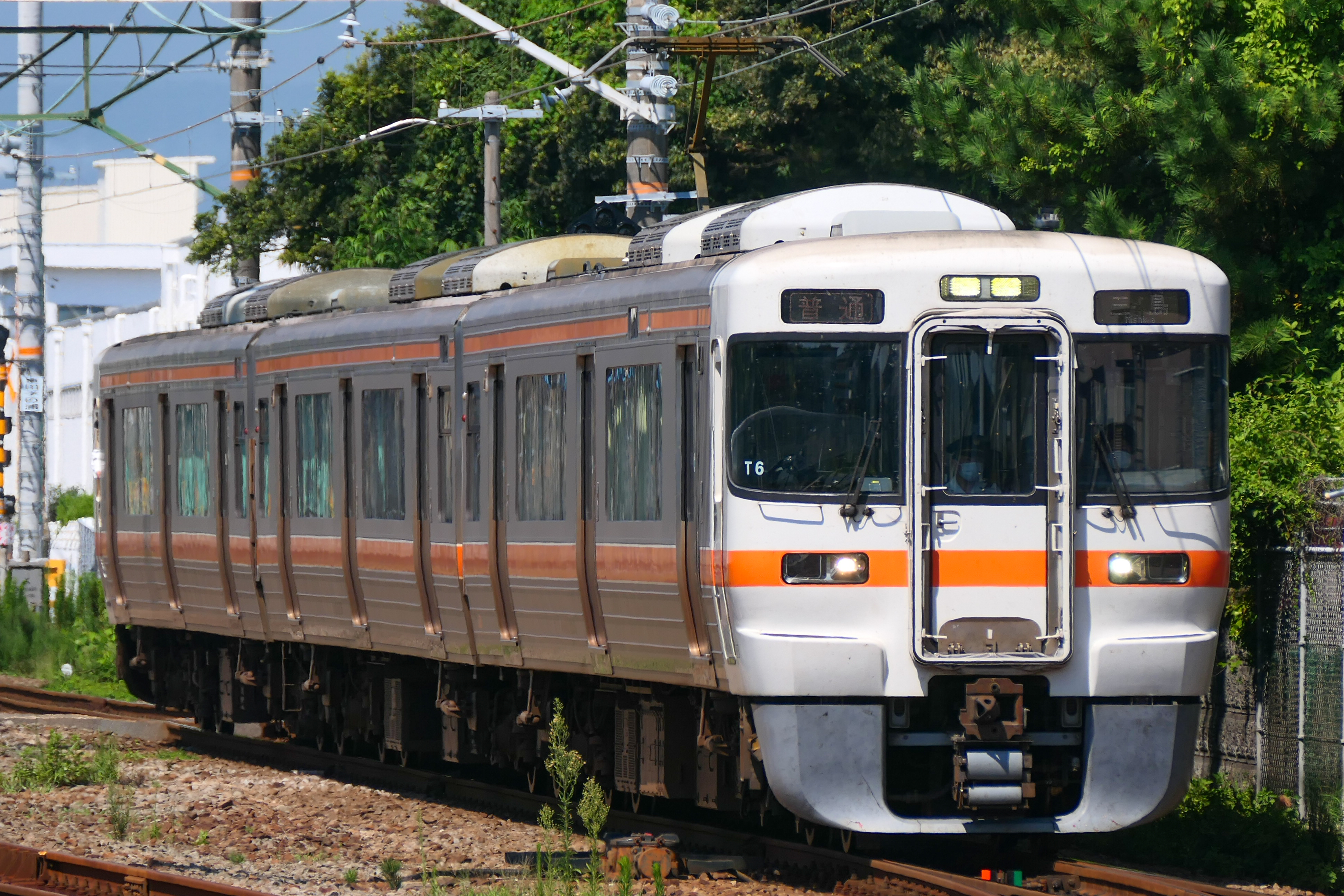
313系2500番台
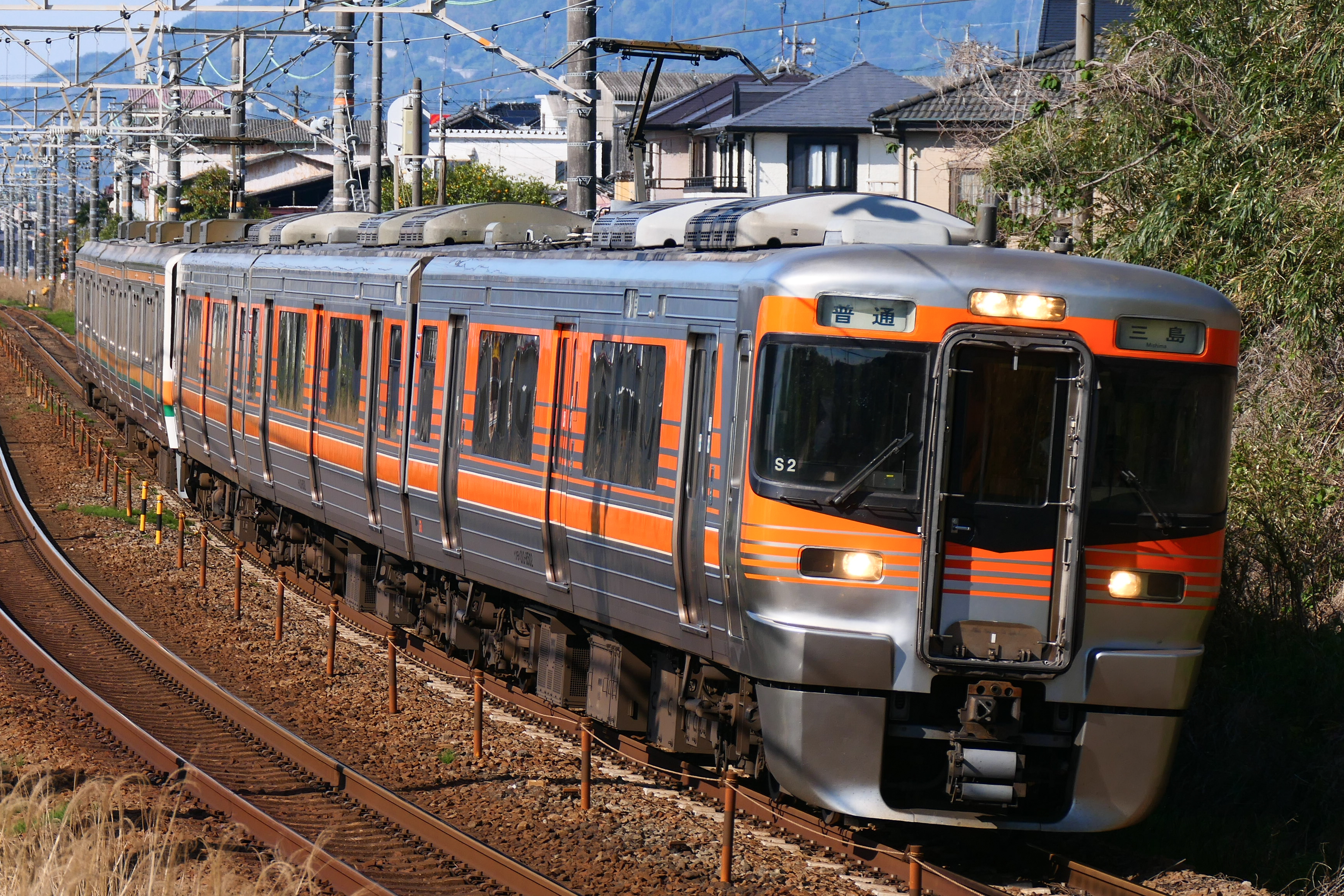
313系8000番台
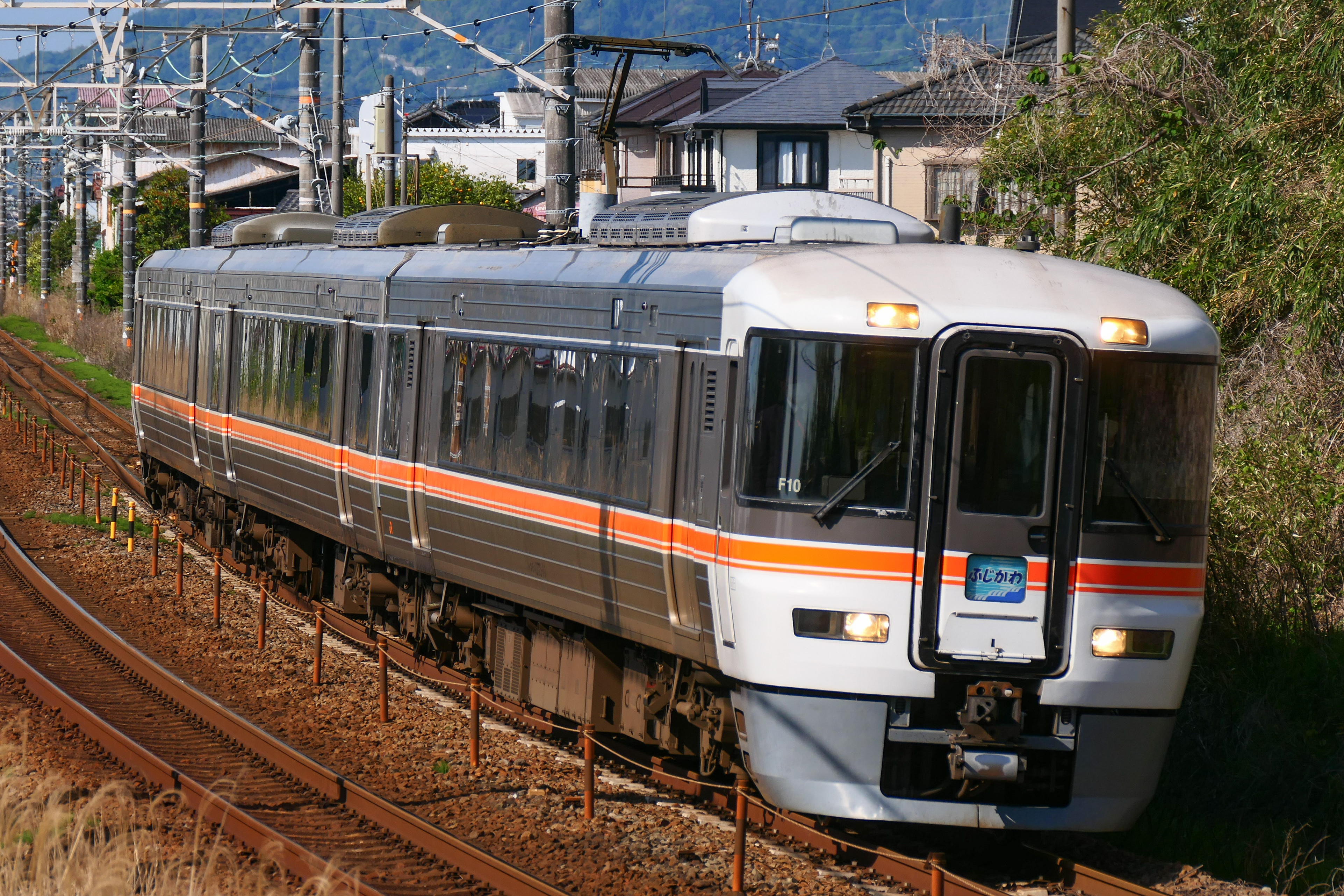
373系

- JR東日本・国府津車両センター・小山車両センター所属車
  - E231系1000番台： 朝夕時間帯に東京方面から沼津駅まで直通する普通列車およびJR東海管内完結の熱海駅 - 沼津駅間の一部列車に使用される。
  - E233系3000番台： 2014年3月15日のダイヤ改正から運用開始。国府津車・小山車ともにE231系と共通運用で沼津まで乗り入れる。
- JR東日本・大宮総合車両センター所属車
  - E257系2500番台： 185系を置き換えるために2021年3月より運行開始。特急「踊り子」（修善寺発着）として熱海駅 - 三島駅間に乗り入れる[49]。

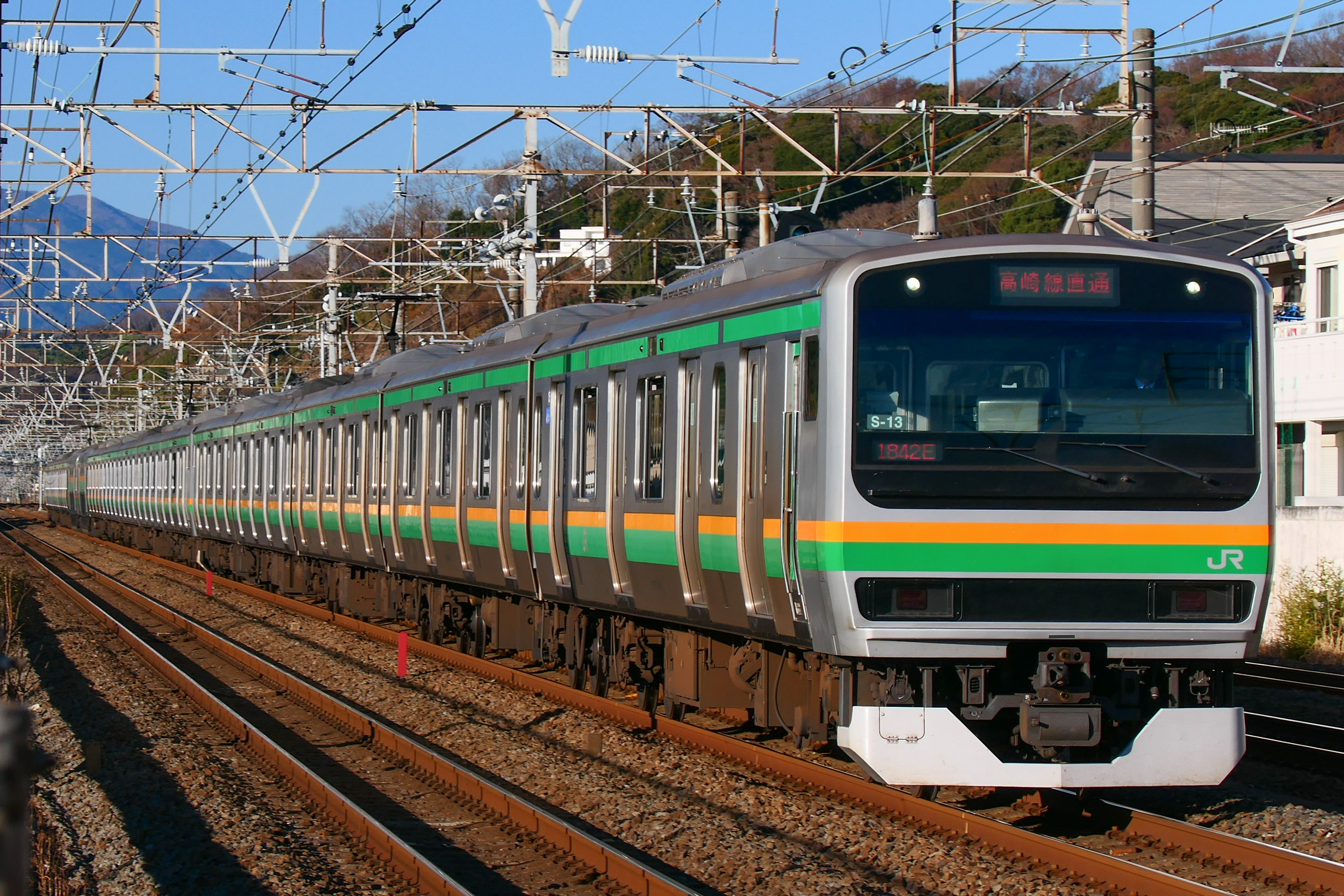
JR東日本E231系
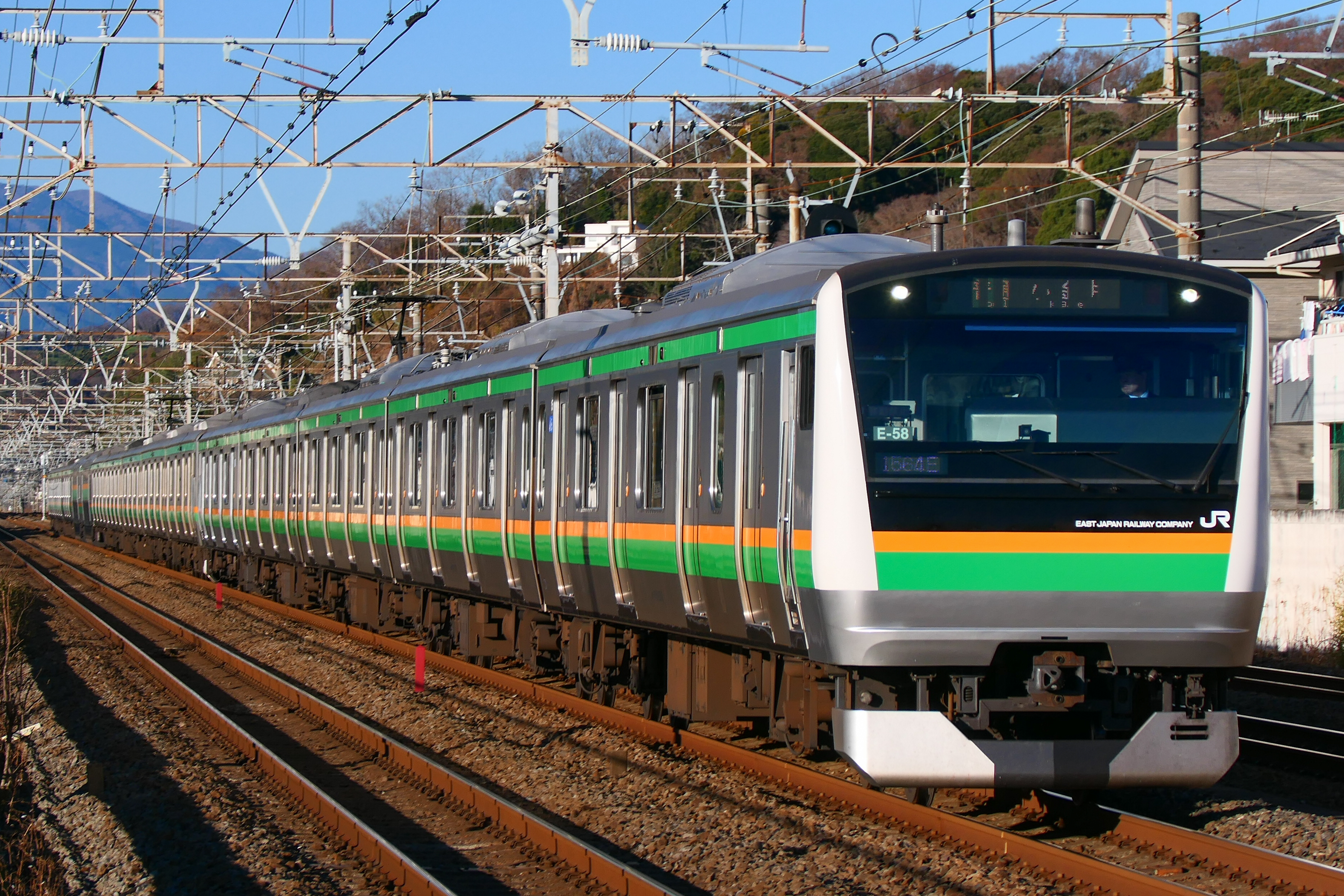
JR東日本E233系3000番台
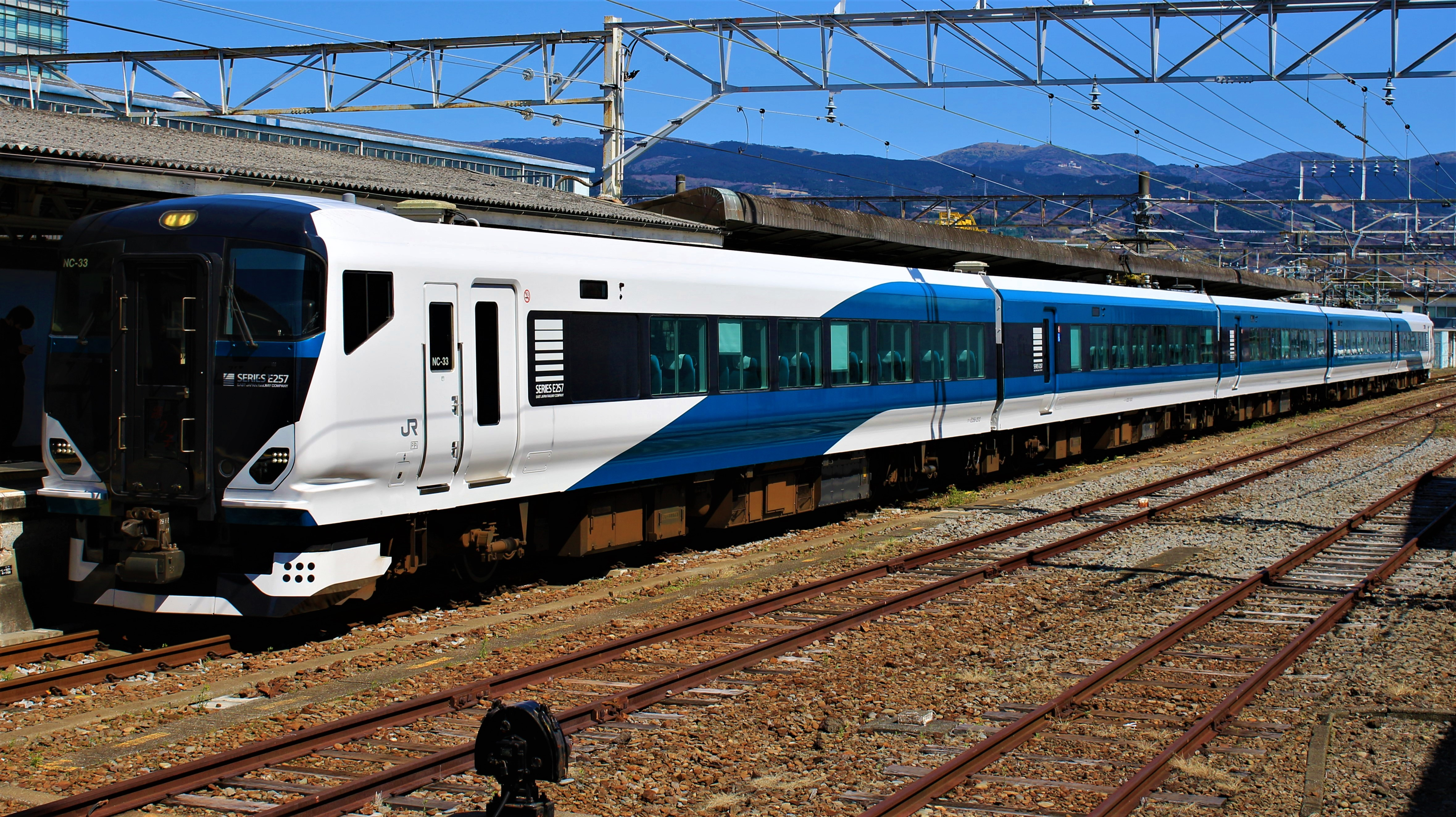
JR東日本E257系2500番台

### 過去の車両
以下はすべて電車。
- 32系： 身延線用車の間合い運用で使用。
- 80系： 一部クハ47形・サハ48形・サハ75形を併結。定期運用は1977年終了。波動用車は1979年運用終了。
- 111系・113系 ： 2007年運用終了。2006年まではJR東日本からの乗り入れも存在した。
- 115系 ： 2007年運用終了。1999年までは御殿場線・身延線との直通列車に、同年以降は当路線で運用。
- 117系 ： 浜松駅以西で、主に名古屋地区の快速として使用。
- 119系 ： 「するがシャトル」（島田駅 - 興津駅・富士駅間折り返し列車）として1986年 - 1989年に運用。
- 153系・155系・163系 ：急行「富士川」「東海」と、その間合い運用で普通列車として使用。1983年運用終了。
- 165系 ： 急行「富士川」「東海」と、その間合い運用で普通列車として使用。1996年3月ダイヤ改正で運用終了。
- 185系： 2021年3月12日まで特急「踊り子」（修善寺発着）として熱海駅 - 三島駅間に乗り入れていた。また、2020年3月29日まで臨時快速「ムーンライトながら」として大垣まで乗り入れていた[44]
- 371系 ： 2012年までホームライナーで運用。晩年は臨時快速などで運用された[50]。2014年11月限りで運用終了。
- 211系0・2000番台 ： JR東日本・田町車両センター所属。2012年まで乗り入れ。
- 211系5000・6000番台：1989年より導入。ロングシート車。トイレがないためトイレ設備のある313系と組み合わせて運用されることが多かった。315系の投入により2025年2月で運用終了[51][52]。編成番号はLL、SSまたはGG。
- 311系 ： 平日のみ浜松駅以西に乗り入れていたが、2024年3月16日改正で定期乗り入れは廃止された。

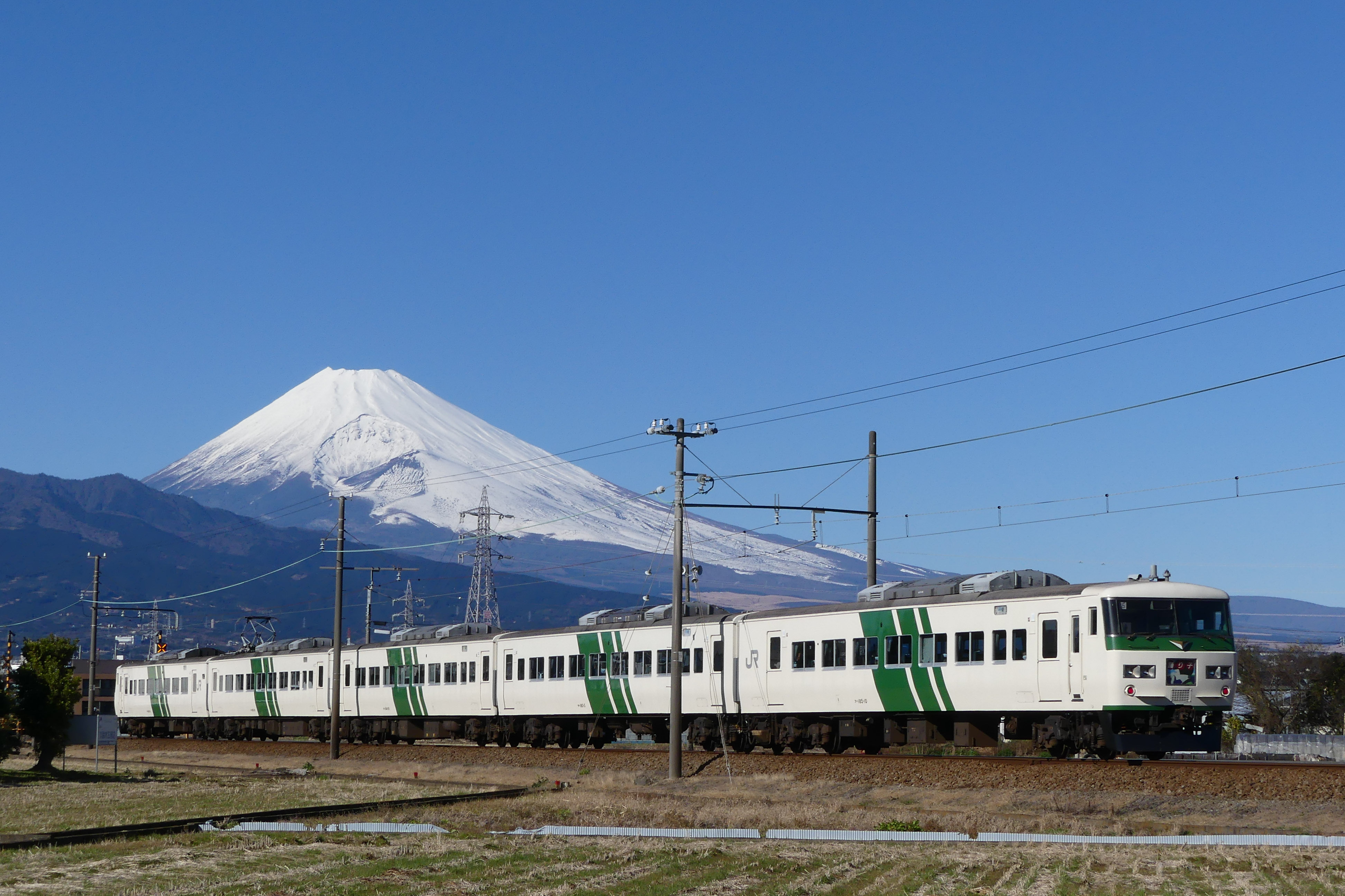
185系
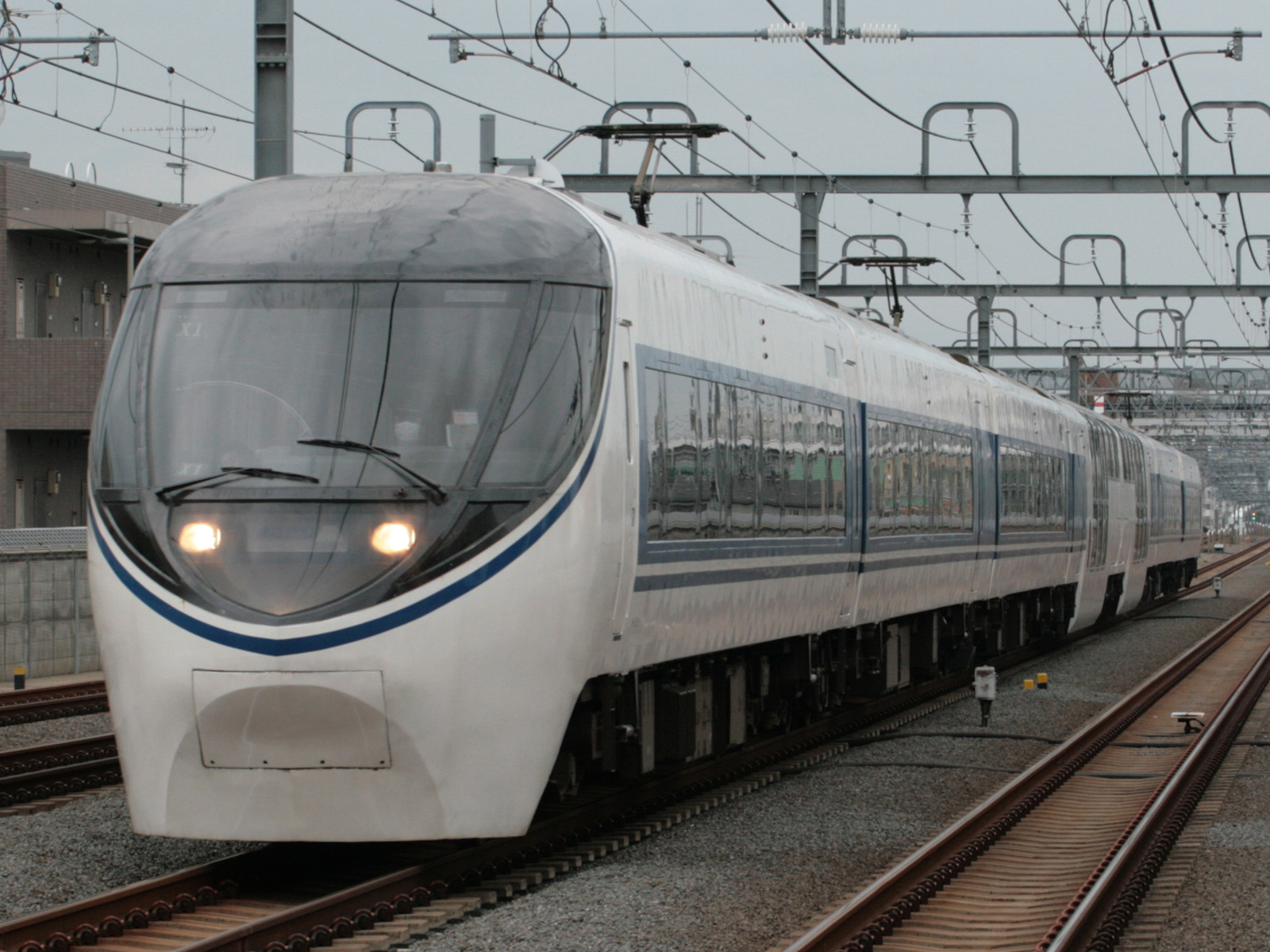
371系
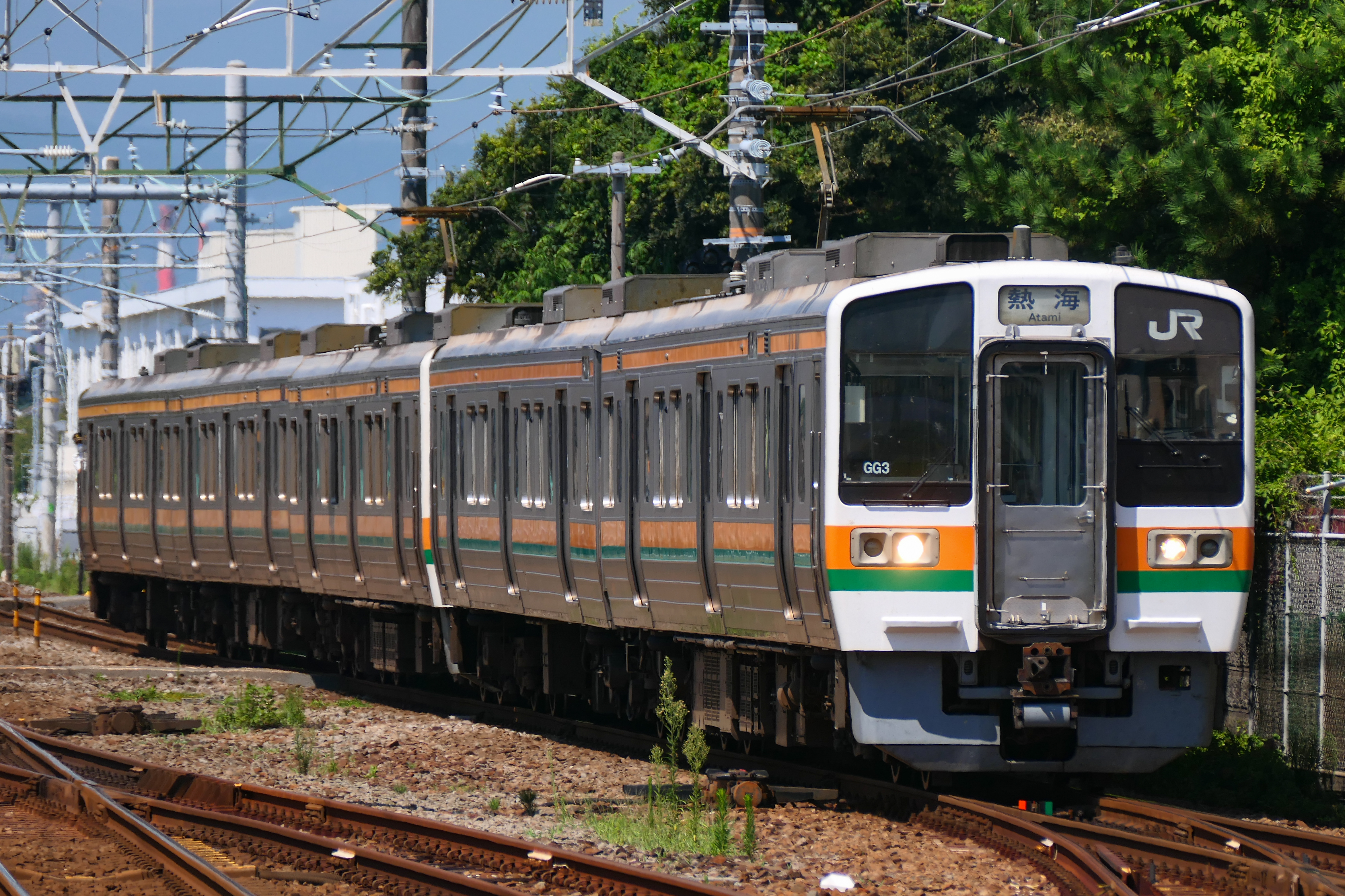
211系5000・6000番台
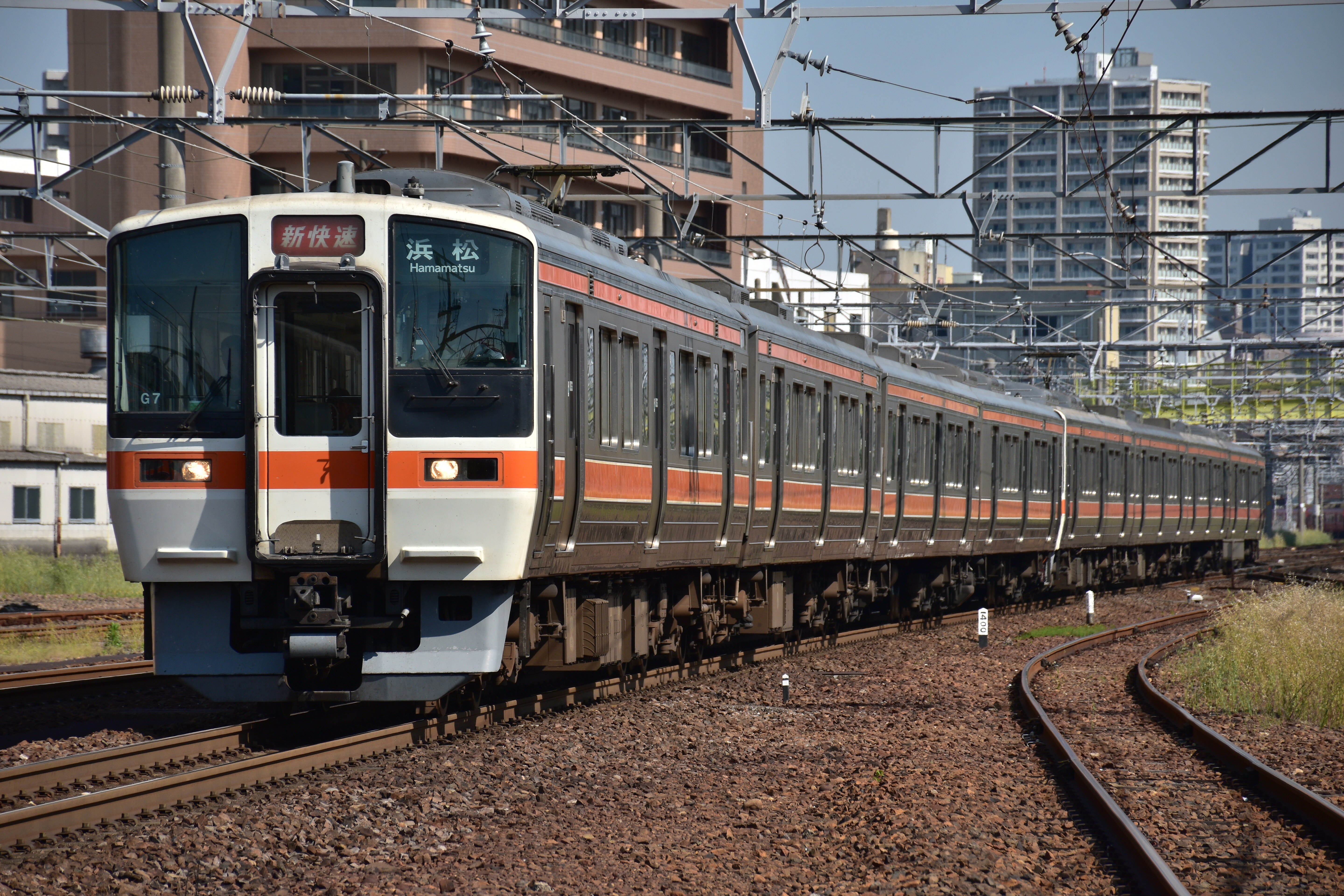
311系

上記のほか、長距離急行列車や寝台特急・寝台急行などの優等列車には客車も使用されていた。また天竜浜名湖鉄道に移管される前の二俣線に直通する列車には気動車も使用された。

## データ

### 路線データ
本項で説明する範囲のもの。
- 管轄・路線距離（営業キロ）
  - 東海旅客鉄道（第一種鉄道事業者）
    - 熱海駅 - 新所原駅間は静岡支社、新所原駅 - 豊橋駅間は東海鉄道事業本部の管轄。なお熱海駅付近は東日本旅客鉄道（JR東日本）横浜支社の管轄。

  - 日本貨物鉄道（第二種鉄道事業者）
- 軌間 ： 1067mm
- 複線区間 ： 全区間複線
- 電化区間 ： 全区間（直流1500V）
- 閉塞方式 ： 自動閉塞式
- 保安装置 ： ATS-PT（熱海駅構内のみATS-P）
- 最高速度 ：  110km/h
- IC乗車カード対応区間 ： 熱海駅以西（TOICAエリア）[53]
- 2020年度の混雑率：下り 67%（東静岡駅→静岡駅 7:34-8:33）、上り 91%（安倍川駅→静岡駅 7:31-8:31）[54]

## 駅一覧
この節では、熱海駅 - 豊橋駅間の設置駅（貨物駅含む）と営業キロ・接続路線・停車列車を一覧で示し、また過去に存在した接続路線についても列挙する。なお廃止となった駅・信号場については「東海道本線#廃駅」を参照。
- 営業キロは東海道本線起点の東京駅からのほか、東海旅客鉄道管轄エリアの起点である熱海駅からの営業キロを併記する。
- （貨） ： 貨物専用駅
- 停車駅
  - 普通 ： 伊東線に所属する来宮駅以外のすべての旅客駅に停車
  - 区間快速・快速・新快速・特別快速・ホームライナー ： ●印の駅は全列車が停車、◆印の駅は臨時列車が停車、↓印の駅は臨時列車が通過（↓は矢印の方向のみ運転）、｜印の駅は通過
  - 特急（踊り子・ふじかわ・サンライズ瀬戸・サンライズ出雲）： 各列車記事参照。
- 接続路線 ： 括弧内の英数字は駅番号。駅名が異なる場合は⇒印の後に駅名を示す。またJR東海では東海道本線、東北本線など正式路線名で案内しているため、本表もこれに準じて示す。

| 駅番号               | 駅名                 | 駅間 営業 キロ       | 累計 営業キロ        | 累計 営業キロ        | 区間快速                                                                                  | 快速                                                                                      | 新快速                                                                                    | 特別快速                                                                                  | ホームライナー                                                                            | 接続路線・備考 | 所在地                                                                                    | 所在地                                                                                    | 所在地                                                                                    |        |
| 駅番号               | 駅名                 | 駅間 営業 キロ       | 熱海 から            | 東京 から            | 区間快速                                                                                  | 快速                                                                                      | 新快速                                                                                    | 特別快速                                                                                  | ホームライナー                                                                            | 接続路線・備考 | 所在地                                                                                    | 所在地                                                                                    | 所在地                                                                                    |        |
| -------------------- | -------------------- | -------------------- | -------------------- | -------------------- | ----------------------------------------------------------------------------------------- | ----------------------------------------------------------------------------------------- | ----------------------------------------------------------------------------------------- | ----------------------------------------------------------------------------------------- | ----------------------------------------------------------------------------------------- | --- | ----------------------------------------------------------------------------------------- | ----------------------------------------------------------------------------------------- | ----------------------------------------------------------------------------------------- | ------ |
| JR東日本直通運転区間 | JR東日本直通運転区間 | JR東日本直通運転区間 | JR東日本直通運転区間 | JR東日本直通運転区間 | 東海道本線 東京駅経由で - 東北本線 宇都宮駅まで - ■ 高崎線 高崎駅経由 ■ 両毛線 前橋駅から | 東海道本線 東京駅経由で - 東北本線 宇都宮駅まで - ■ 高崎線 高崎駅経由 ■ 両毛線 前橋駅から | 東海道本線 東京駅経由で - 東北本線 宇都宮駅まで - ■ 高崎線 高崎駅経由 ■ 両毛線 前橋駅から | 東海道本線 東京駅経由で - 東北本線 宇都宮駅まで - ■ 高崎線 高崎駅経由 ■ 両毛線 前橋駅から | 東海道本線 東京駅経由で - 東北本線 宇都宮駅まで - ■ 高崎線 高崎駅経由 ■ 両毛線 前橋駅から | 東海道本線 東京駅経由で - 東北本線 宇都宮駅まで - ■ 高崎線 高崎駅経由 ■ 両毛線 前橋駅から                                                                                         | 東海道本線 東京駅経由で - 東北本線 宇都宮駅まで - ■ 高崎線 高崎駅経由 ■ 両毛線 前橋駅から | 東海道本線 東京駅経由で - 東北本線 宇都宮駅まで - ■ 高崎線 高崎駅経由 ■ 両毛線 前橋駅から | 東海道本線 東京駅経由で - 東北本線 宇都宮駅まで - ■ 高崎線 高崎駅経由 ■ 両毛線 前橋駅から |        |
| CA00                 | 熱海駅               | -                    | 0.0                  | 104.6                |                                                                                           |                                                                                           |                                                                                           |                                                                                           |                                                                                           | 東海旅客鉄道： 東海道新幹線 東日本旅客鉄道： 東海道本線〈横浜・東京方面〉 (JT 21)・ 伊東線 (JT 21)                                                                                | 静岡県                                                                                    | 熱海市                                                                                    | 熱海市                                                                                    |        |
| (JT22)               | 来宮駅               | 1.2                  | 1.2                  | 105.8                |                                                                                           |                                                                                           |                                                                                           |                                                                                           |                                                                                           | （ホームがないため全列車通過） | 静岡県                                                                                    | 熱海市                                                                                    | 熱海市                                                                                    |        |
| CA01                 | 函南駅               | 8.7                  | 9.9                  | 114.5                |                                                                                           |                                                                                           |                                                                                           |                                                                                           |                                                                                           | | 静岡県                                                                                    | 田方郡                                                                                    | 函南町                                                                                    |        |
| CA02                 | 三島駅               | 6.2                  | 16.1                 | 120.7                |                                                                                           | ◆                                                                                         |                                                                                           |                                                                                           |                                                                                           | 東海旅客鉄道： 東海道新幹線 伊豆箱根鉄道： 駿豆線（IS01） （特急「踊り子」のみ熱海方面から修善寺駅まで直通運転）                                                                  | 静岡県                                                                                    | 三島市                                                                                    | 三島市                                                                                    |        |
| CA03                 | 沼津駅               | 5.5                  | 21.6                 | 126.2                |                                                                                           | ◆                                                                                         |                                                                                           |                                                                                           | ●                                                                                         | 東海旅客鉄道：CB 御殿場線（CB18） | 静岡県                                                                                    | 沼津市                                                                                    | 沼津市                                                                                    |        |
| CA04                 | 片浜駅               | 4.1                  | 25.7                 | 130.3                |                                                                                           | ◆                                                                                         |                                                                                           |                                                                                           | ｜                                                                                        | | 静岡県                                                                                    | 沼津市                                                                                    | 沼津市                                                                                    |        |
| CA05                 | 原駅                 | 2.5                  | 28.2                 | 132.8                |                                                                                           | ◆                                                                                         |                                                                                           |                                                                                           | ｜                                                                                        | | 静岡県                                                                                    | 沼津市                                                                                    | 沼津市                                                                                    |        |
| CA06                 | 東田子の浦駅         | 4.6                  | 32.8                 | 137.4                |                                                                                           | ◆                                                                                         |                                                                                           |                                                                                           | ｜                                                                                        | | 静岡県                                                                                    | 富士市                                                                                    | 富士市                                                                                    |        |
| CA07                 | 吉原駅               | 3.9                  | 36.7                 | 141.3                |                                                                                           | ◆                                                                                         |                                                                                           |                                                                                           | ｜                                                                                        | 岳南電車：■ 岳南鉄道線（GD01） | 静岡県                                                                                    | 富士市                                                                                    | 富士市                                                                                    |        |
| CA08                 | 富士駅               | 4.9                  | 41.6                 | 146.2                |                                                                                           | ◆                                                                                         |                                                                                           |                                                                                           | ●                                                                                         | 東海旅客鉄道：CC 身延線（CC00） （特急「ふじかわ」のみ静岡方面から甲府駅まで直通運転）                                                                                            | 静岡県                                                                                    | 富士市                                                                                    | 富士市                                                                                    |        |
| CA09                 | 富士川駅             | 3.5                  | 45.1                 | 149.7                |                                                                                           | ↓                                                                                         |                                                                                           |                                                                                           | ｜                                                                                        | | 静岡県                                                                                    | 富士市                                                                                    | 富士市                                                                                    |        |
| CA10                 | 新蒲原駅             | 2.8                  | 47.9                 | 152.5                |                                                                                           | ↓                                                                                         |                                                                                           |                                                                                           | ｜                                                                                        | | 静岡県                                                                                    | 静岡市                                                                                    | 清水区                                                                                    |        |
| CA11                 | 蒲原駅               | 2.4                  | 50.3                 | 154.9                |                                                                                           | ↓                                                                                         |                                                                                           |                                                                                           | ｜                                                                                        | | 静岡県                                                                                    | 静岡市                                                                                    | 清水区                                                                                    |        |
| CA12                 | 由比駅               | 3.5                  | 53.8                 | 158.4                |                                                                                           | ↓                                                                                         |                                                                                           |                                                                                           | ｜                                                                                        | | 静岡県                                                                                    | 静岡市                                                                                    | 清水区                                                                                    |        |
| CA13                 | 興津駅               | 5.9                  | 59.7                 | 164.3                |                                                                                           | ↓                                                                                         |                                                                                           |                                                                                           | ｜                                                                                        | | 静岡県                                                                                    | 静岡市                                                                                    | 清水区                                                                                    |        |
| CA14                 | 清水駅               | 4.7                  | 64.4                 | 169.0                |                                                                                           | ◆                                                                                         |                                                                                           |                                                                                           | ●                                                                                         | 静岡鉄道：S 静岡清水線 ⇒新清水駅（S15） | 静岡県                                                                                    | 静岡市                                                                                    | 清水区                                                                                    |        |
| CA15                 | 草薙駅               | 5.2                  | 69.6                 | 174.2                |                                                                                           | ↓                                                                                         |                                                                                           |                                                                                           | ｜                                                                                        | 静岡鉄道：S 静岡清水線 ⇒草薙駅（S10） | 静岡県                                                                                    | 静岡市                                                                                    | 清水区                                                                                    |        |
|                      | （貨）静岡貨物駅     | 2.5                  | 72.1                 | 176.7                |                                                                                           | ↓                                                                                         |                                                                                           |                                                                                           | ｜                                                                                        | | 静岡県                                                                                    | 静岡市                                                                                    | 駿河区                                                                                    |        |
| CA16                 | 東静岡駅             | 1.0                  | 73.1                 | 177.7                |                                                                                           | ↓                                                                                         |                                                                                           |                                                                                           | ｜                                                                                        | 静岡鉄道：S 静岡清水線 ⇒長沼駅（S06） | 静岡県                                                                                    | 静岡市                                                                                    | 葵区                                                                                      |        |
| CA17                 | 静岡駅               | 2.5                  | 75.6                 | 180.2                |                                                                                           | ◆                                                                                         |                                                                                           |                                                                                           | ●                                                                                         | 東海旅客鉄道： 東海道新幹線 静岡鉄道：S 静岡清水線 ⇒新静岡駅（S01） | 静岡県                                                                                    | 静岡市                                                                                    | 葵区                                                                                      |        |
| CA18                 | 安倍川駅             | 4.3                  | 79.9                 | 184.5                |                                                                                           |                                                                                           |                                                                                           |                                                                                           | ｜                                                                                        | | 静岡県                                                                                    | 静岡市                                                                                    | 駿河区                                                                                    |        |
| CA19                 | 用宗駅               | 2.1                  | 82.0                 | 186.6                |                                                                                           |                                                                                           |                                                                                           |                                                                                           | ｜                                                                                        | | 静岡県                                                                                    | 静岡市                                                                                    | 駿河区                                                                                    |        |
| CA20                 | 焼津駅               | 7.1                  | 89.1                 | 193.7                |                                                                                           |                                                                                           |                                                                                           |                                                                                           | ｜                                                                                        | | 静岡県                                                                                    | 焼津市                                                                                    | 焼津市                                                                                    |        |
| CA21                 | 西焼津駅             | 3.3                  | 92.4                 | 197.0                |                                                                                           |                                                                                           |                                                                                           |                                                                                           | ｜                                                                                        | | 静岡県                                                                                    | 焼津市                                                                                    | 焼津市                                                                                    |        |
| CA22                 | 藤枝駅               | 3.3                  | 95.7                 | 200.3                |                                                                                           |                                                                                           |                                                                                           |                                                                                           | ●                                                                                         | | 静岡県                                                                                    | 藤枝市                                                                                    | 藤枝市                                                                                    |        |
| CA23                 | 六合駅               | 4.6                  | 100.3                | 204.9                |                                                                                           |                                                                                           |                                                                                           |                                                                                           | ｜                                                                                        | | 静岡県                                                                                    | 島田市                                                                                    | 島田市                                                                                    |        |
| CA24                 | 島田駅               | 2.9                  | 103.2                | 207.8                |                                                                                           |                                                                                           |                                                                                           |                                                                                           | ●                                                                                         | | 静岡県                                                                                    | 島田市                                                                                    | 島田市                                                                                    |        |
| CA25                 | 金谷駅               | 5.1                  | 108.3                | 212.9                |                                                                                           |                                                                                           |                                                                                           |                                                                                           | ｜                                                                                        | 大井川鐵道：大井川本線 | 静岡県                                                                                    | 島田市                                                                                    | 島田市                                                                                    |        |
| CA26                 | 菊川駅               | 9.3                  | 117.6                | 222.2                |                                                                                           |                                                                                           |                                                                                           |                                                                                           | ●                                                                                         | | 静岡県                                                                                    | 菊川市                                                                                    | 菊川市                                                                                    |        |
| CA27                 | 掛川駅               | 7.1                  | 124.7                | 229.3                |                                                                                           |                                                                                           |                                                                                           |                                                                                           | ●                                                                                         | 東海旅客鉄道： 東海道新幹線 天竜浜名湖鉄道：天竜浜名湖線 | 静岡県                                                                                    | 掛川市                                                                                    | 掛川市                                                                                    |        |
| CA28                 | 愛野駅               | 5.3                  | 130.0                | 234.6                |                                                                                           |                                                                                           |                                                                                           |                                                                                           | ｜                                                                                        | | 静岡県                                                                                    | 袋井市                                                                                    | 袋井市                                                                                    |        |
| CA29                 | 袋井駅               | 3.5                  | 133.5                | 238.1                |                                                                                           |                                                                                           |                                                                                           |                                                                                           | ●                                                                                         | | 静岡県                                                                                    | 袋井市                                                                                    | 袋井市                                                                                    |        |
| CA30                 | 御厨駅               | 4.6                  | 138.1                | 242.7                |                                                                                           |                                                                                           |                                                                                           |                                                                                           | ｜                                                                                        | | 静岡県                                                                                    | 磐田市                                                                                    | 磐田市                                                                                    |        |
| CA31                 | 磐田駅               | 3.2                  | 141.3                | 245.9                |                                                                                           |                                                                                           |                                                                                           |                                                                                           | ●                                                                                         | | 静岡県                                                                                    | 磐田市                                                                                    | 磐田市                                                                                    |        |
| CA32                 | 豊田町駅             | 2.9                  | 144.2                | 248.8                |                                                                                           |                                                                                           |                                                                                           |                                                                                           | ｜                                                                                        | | 静岡県                                                                                    | 磐田市                                                                                    | 磐田市                                                                                    |        |
| CA33                 | 天竜川駅             | 3.9                  | 148.1                | 252.7                |                                                                                           |                                                                                           |                                                                                           |                                                                                           | ｜                                                                                        | | 静岡県                                                                                    | 浜松市                                                                                    | 中央区                                                                                    |        |
| CA34                 | 浜松駅               | 4.4                  | 152.5                | 257.1                | ●                                                                                         | ●                                                                                         | ●                                                                                         | ●                                                                                         | ●                                                                                         | 東海旅客鉄道： 東海道新幹線 遠州鉄道：ET 鉄道線 ⇒新浜松駅（ET01） | 静岡県                                                                                    | 浜松市                                                                                    | 中央区                                                                                    |        |
|                      | （貨）西浜松駅       | 2.0                  | 154.5                | 259.1                | ｜                                                                                        | ｜                                                                                        | ｜                                                                                        | ｜                                                                                        |                                                                                           | | 静岡県                                                                                    | 浜松市                                                                                    | 中央区                                                                                    |        |
| CA35                 | 高塚駅               | 3.3                  | 157.8                | 262.4                | ●                                                                                         | ●                                                                                         | ●                                                                                         | ●                                                                                         |                                                                                           | | 静岡県                                                                                    | 浜松市                                                                                    | 中央区                                                                                    |        |
| CA36                 | 舞阪駅               | 5.1                  | 162.9                | 267.5                | ●                                                                                         | ●                                                                                         | ●                                                                                         | ●                                                                                         |                                                                                           | | 静岡県                                                                                    | 浜松市                                                                                    | 中央区                                                                                    |        |
| CA37                 | 弁天島駅             | 2.3                  | 165.2                | 269.8                | ●                                                                                         | ●                                                                                         | ●                                                                                         | ●                                                                                         |                                                                                           | | 静岡県                                                                                    | 浜松市                                                                                    | 中央区                                                                                    |        |
| CA38                 | 新居町駅             | 3.1                  | 168.3                | 272.9                | ●                                                                                         | ●                                                                                         | ●                                                                                         | ●                                                                                         |                                                                                           | | 静岡県                                                                                    | 湖西市                                                                                    | 湖西市                                                                                    |        |
| CA39                 | 鷲津駅               | 3.7                  | 172.0                | 276.6                | ●                                                                                         | ●                                                                                         | ●                                                                                         | ●                                                                                         |                                                                                           | | 静岡県                                                                                    | 湖西市                                                                                    | 湖西市                                                                                    |        |
| CA40                 | 新所原駅             | 5.8                  | 177.8                | 282.4                | ●                                                                                         | ●                                                                                         | ●                                                                                         | ●                                                                                         |                                                                                           | 天竜浜名湖鉄道：天竜浜名湖線 | 静岡県                                                                                    | 湖西市                                                                                    | 湖西市                                                                                    |        |
| CA41                 | 二川駅               | 4.3                  | 182.1                | 286.7                | ●                                                                                         | ●                                                                                         | ●                                                                                         | ●                                                                                         |                                                                                           | | 愛知県                                                                                    | 豊橋市                                                                                    | 豊橋市                                                                                    | 豊橋市 |
| CA42                 | 豊橋駅               | 6.9                  | 189.0                | 293.6                | ●                                                                                         | ●                                                                                         | ●                                                                                         | ●                                                                                         |                                                                                           | 東海旅客鉄道： 東海道新幹線・CA 東海道本線〈名古屋方面〉・CD 飯田線（CD00） 名古屋鉄道：NH 名古屋本線（NH01） 豊橋鉄道：渥美線 ⇒新豊橋駅（1） 豊橋鉄道：東田本線 ⇒駅前停留場（1） | 愛知県                                                                                    | 豊橋市                                                                                    | 豊橋市                                                                                    | 豊橋市 |
| 米原方面直通運転区間 | 米原方面直通運転区間 | 米原方面直通運転区間 | 米原方面直通運転区間 | 米原方面直通運転区間 | CA 東海道本線 米原駅まで（平日は大垣駅まで）                                              | CA 東海道本線 米原駅まで（平日は大垣駅まで）                                              | CA 東海道本線 米原駅まで（平日は大垣駅まで）                                              | CA 東海道本線 米原駅まで（平日は大垣駅まで）                                              | CA 東海道本線 米原駅まで（平日は大垣駅まで）                                              | CA 東海道本線 米原駅まで（平日は大垣駅まで） | CA 東海道本線 米原駅まで（平日は大垣駅まで）                                              | CA 東海道本線 米原駅まで（平日は大垣駅まで）                                              | CA 東海道本線 米原駅まで（平日は大垣駅まで）                                              |        |

1. ↑  高崎線直通列車については、下り列車（沼津行き）のみの設定。
2. 1 2 3 4  静岡鉄道は全駅がJRの駅と敷地が離れており（同名の草薙駅も同様）、乗り換えする際にいったん駅の外に出る必要がある。
3. 1 2  1987年3月14日までは日本国有鉄道二俣線。

- 三島駅 - 沼津駅の間で静岡県駿東郡長泉町・清水町を通るが、当該区間内に駅はない。
- 熱海駅 - 函南駅間に来宮駅があるが、伊東線の列車以外は停車しない。

### 過去の接続路線
| 駅名                     | 接続路線                                         | 廃止日        |
| ------------------------ | ------------------------------------------------ | ------------- |
| 沼津駅                   | 伊豆箱根鉄道：軌道線 ⇒沼津駅前駅                 | 1963年2月5日  |
| 沼津駅                   | 日本国有鉄道：東海道本線貨物支線〈沼津港駅方面〉 | 1974年9月1日  |
| 清水駅                   | 静岡鉄道：清水市内線 ⇒清水駅前駅                 | 1975年3月22日 |
| 清水駅                   | 日本国有鉄道：清水港線                           | 1984年4月1日  |
| 静岡駅                   | 静岡鉄道：静岡市内線 ⇒静岡駅前駅                 | 1962年9月15日 |
| 藤枝駅                   | 静岡鉄道：駿遠線 ⇒新藤枝駅                       | 1970年8月1日  |
| 島田駅                   | 島田軌道                                         | 1959年10月1日 |
| 堀ノ内駅（現在の菊川駅） | 堀之内軌道 ⇒堀ノ内駅前駅                         | 1935年12月4日 |
| 袋井駅                   | 静岡鉄道：駿遠線 ⇒新袋井駅                       | 1967年8月28日 |
| 中泉駅（現在の磐田駅）   | 光明電気鉄道 ⇒新中泉駅                           | 1935年7月20日 |